# Orăștie
Orăștie, mai demult Oroșteiu (în germană Broos, în maghiară Szászváros, în traducere „Orașul sașilor”, în latină Saxopolis) este un municipiu în județul Hunedoara, Transilvania, România.

## Istoric
În perimetrul Orăștiei au fost descoperite urme ale culturii neolitice Vinča-Turdaș. Descoperiri întâmplătoare indică existența unei civilizații romane înfloritoare.
Orașul este atestat documentar în Diploma andreană din 1224. Orăștia este menționată în acest document drept cel mai vestic punct al Pământului Crăiesc, zona de colonizare a sașilor în Transilvania. Tot prin Diploma andreană a fost reglementat faptul ca Orăștia să fie reședința Scaunului Orăștiei, cu localitățile aferente.
Toponimul Waras („oraș”) dovedește faptul că la acea dată așezarea se afla în plin proces de dezvoltare urbană, începând să fie înconjurată cu ziduri de apărare. În secolul al XV-lea Orăștia a fost arsă, dărâmată și jefuită de patru ori de către năvălitorii turci. Ultimele cercetări arheologice din interiorul cetății atestă existența unei rotonde, alături de un donjon din piatră construit pe o palisadă din secolele X-XI, distruse de tătari la 1241. În registrul dijmelor papale din anii 1332-1337, Orăștia este înregistrată cu 334 de fumuri (gospodării), fiind puțin mai mare decât satul vecin Romos, care avea 255 gospodării. În anul 1334 Orăștia este menționată cu statutul de „civitas” (civitas Woras nominata).
Orăștia s-a refăcut rapid după distrugerea tătară din 1241. Conducerea orașului era asigurată de un sfat ce se va numi mai târziu magistratură, care avea în fruntea sa un jude regal, amintit pentru prima dată în anul 1367, în persoana unui oarecare Cristian.
În secolele XIV-XV Orăștia a oscilat între statutul de oraș si cel de târg. Ea s-a dezvoltat ca centru politico-administrativ scăunal, dar din pricina numeroaselor năvăliri turcești, a războaielor interne, molimelor, va decădea în starea de târg, cum este consemnată la sfârșitul secolului al XV-lea. Se înregistrează acum abia 159 gospodării față de 334, câte erau în anul 1334. În aceeași perioadă, în funcția de juzi regali ai Orăștiei vor fi numiți mai mulți membri ai familiei Olah, între care îi amintim pe Ladislau, Matei, Ștefan și apoi Matei, fiul lui Ștefan.
După împărțirea Ungariei ca urmare a înfrângerii de la Mohács, în epoca de început a Principatului Transilvania, așezarea de pe Mureș a trebuit să facă față încartiruirilor de trupe imperiale și apoi luptelor confesionale dintre locuitorii orașului. Circa 100 de archebuzieri sași din Orăștie au participat în anul 1595 la oastea lui Sigismund Bathory, care a venit în sprijinul lui Mihai Viteazul, imediat după Bătălia de la Călugăreni. În toamna anului 1602 generalul Gheorghe Basta a încartiruit în oraș 400 de soldați imperiali, care s-au dedat la numeroase jafuri și omoruri.

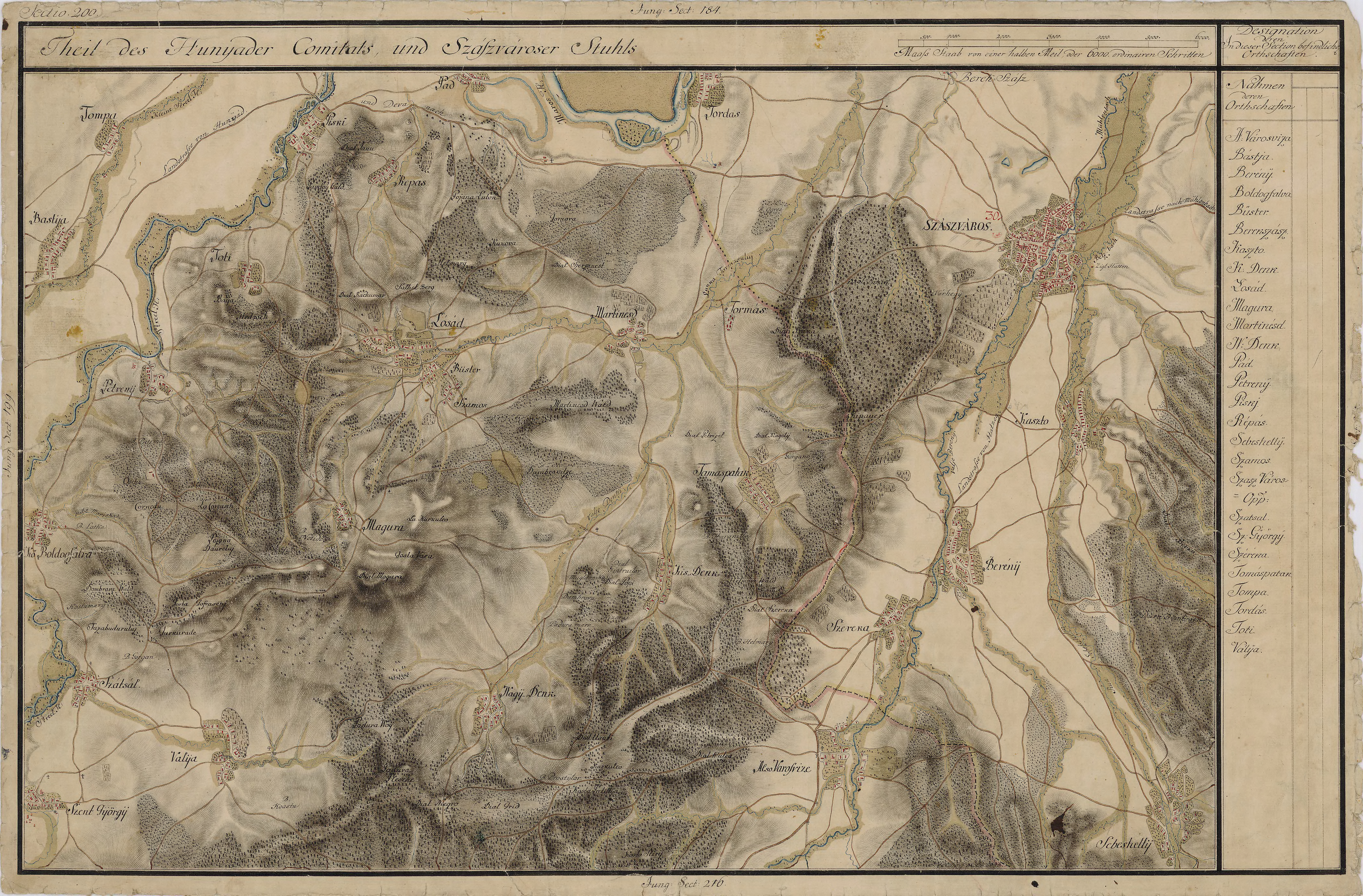
Orăștie în Harta Iosefină a Transilvaniei, 1769-1773

Instaurarea dominației habsburgice în Transilvania va însemna obligații în plus pentru orașul de pe Mureș, privind încartiruirile, aprovizionarea cu alimente și furaje, contribuții în bani, asigurarea de atelaje pentru transport etc. În secolul al XVIII-lea, datorită foametei, ruinei economice, a perpetuei mișcări demografice, un alt flagel, ciuma, va lovi populația orașului. În anul 1717-1718 molima va face ravagii în rândul locuitorilor din oraș și din satele înconjurătoare. Ciuma reizbucnește în anul 1738, înregistrându-se 156 de morți și 67 de contaminați.
Orăștia s-a remarcat de-a lungul secolelor prin statutul său de centru cultural. Încă din anul 1582 se tipărea aici Palia, prima traducere românească a celor 2 cărți de la început ale Vechiului Testament. În același timp s-au dezvoltat instituții de învățământ care atrag elevi și profesori din Transilvania și Banat. La sfârșitul secolului al XVI-lea și în cel următor va funcționa aici o școală reformată al cărei rector va fi, între anii 1667-1669, Mihail Halici, fiul unui nobil român din Caransebeș, un umanist instruit la școli din Anglia și Olanda.
La începutul secolului al XVIII-lea sunt consemnate și școlile primare, ortodoxă și greco-catolică, ale românilor. În urma deciziei sinodului de la Alba Iulia din 7 octombrie 1697, biserica românească din Transilvania s-a unit cu Biserica Romei (vezi Biserica Română Unită cu Roma). După numeroase influențe venite mai ales din partea mitropolitului sârb din Karlovitz, o parte a românilor transilvăneni au decis să abandoneze ascultarea canonică față de papa de la Roma și față de episcopiul român de la Blaj, primind pe preoții sârbi trimiși de la Karlovitz. În ciuda disputelor inițiale, cele două biserici au ajuns să conviețuiască în pace, până la desființarea Bisericii Române Unite de către regimul comunist (1948). În momentele istorice deosebite pentru istoria românilor, cele două biserici, ortodoxă și greco-catolică, au acționat în folosul intereselor națiunii.
În perioada revoluției de la 1848, Orăștia este încadrată în planurile militare ale celor doi combatanți, austrieci si maghiari. În apropierea orașului, în urma unei scurte bătălii, ungurii pierd 2 tunuri și 230 de combatanți, morți și răniți, și se retrag spre Simeria pentru a aștepta noi întăriri. În timpul bătăliei, generalul Józef Bem a fost lovit de un glonte în mâna dreaptă, fiindu-i sfărâmat degetul mijlociu.
După încheierea revoluției, Orăștia va deveni sediul prefecturii militare cu același nume. În această perioadă, românii nu dețineau nici un post de conducere în cadrul magistraturii orășenești, ceea ce l-a determinat pe protopopul greco-catolic Ioan Pop Ilieș să înainteze, în octombrie 1851, o petiție de revendicări guvernatorului Transilvaniei, principele Karl Borromäus Schwarzenberg, cerând acordarea unor drepturi în favoarea românilor. Abia la începutul epocii liberale (1860), românii pot avea acces la o serie de funcții în cadrul administrației orășenești. Nemultumiți de numărul mic de funcții acordate, românii cer comitelui Salmen ca dregătoriile orașului și ale scaunului Orăștie să se împartă proporțional, 12 părți la români și o parte la sași.
Populația Orăștiei manifestă solidaritate cu lupta fraților lor de peste munți din timpul războiului pentru independență din 1877-1878. Se organizează strângerea de fonduri și ofrande materiale pentru sprijinirea armatei române, un rol deosebit în această acțiune având Ana Tincu. Tânărul licean Emil Ciuceanu trece munții pentru a se înrola voluntar, participând la bătăliile Plevnei și Vidinului, în care se remarcă prin eroismul său, fiind decorat cu ordine militare.

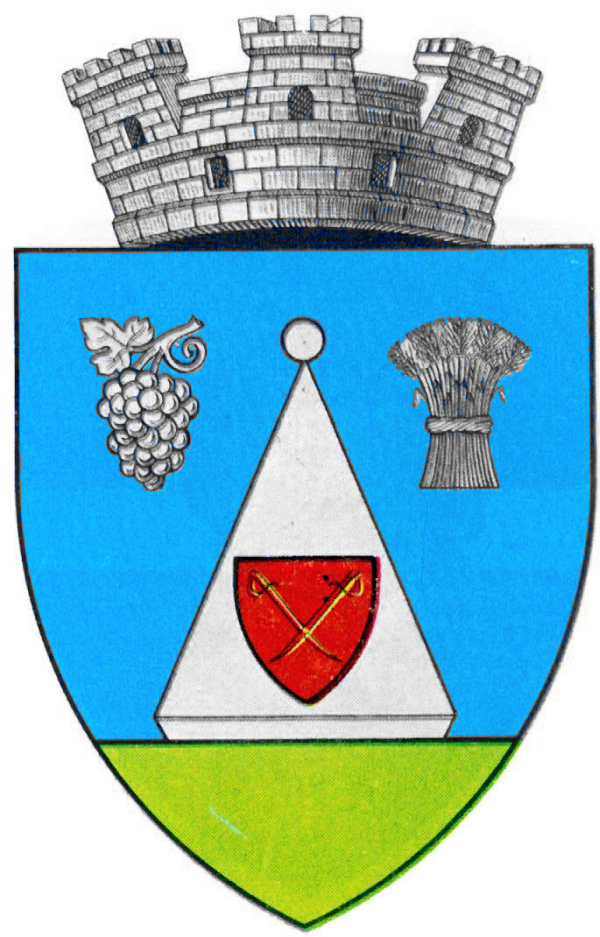
Stema orașului în perioada interbelică

Un rol deosebit în combaterea legilor de maghiarizare a învățământului îi revine avocatului Avram Tincu. Cu prilejul unei adunări de protest de la Deva, din 10 martie 1883, el condamnă politica de deznaționalizare promovată de guvernul maghiar, ceea ce îi va atrage condamnarea în urma unui proces. La rândul său, avocatul orăștian Silviu Moldovan va participa ca apărător al lui Nicolae Roman, inculpat în procesul Memorandumului. Cei trei mari oameni politici ai Orăștiei, Ioan Mihu, Aurel Vlad și Ioan Moța vor juca un deosebit rol în cadrul mișcării naționale românești de la sfârșitul secolului al XIX-lea și începutul secolului al XX-lea.
La Orăștie se va constitui grupul activist care va milita pentru schimbarea tacticii Partidului Național Român. Participând la alegerile parlamentare, Aurel Vlad, va pătrunde în parlament, în anul 1903 în urma victoriei asupra candidatului oficial al guvernului, la Dobra. Aurel Vlad va juca un rol deosebit în revoluția din toamna anului 1918, fiind ales președintele Consiliului Național Român din Orăștie. În urma Marii Adunări Naționale de la Alba Iulia, din 1 decembrie 1918, Aurel Vlad va fi ales membru în Consiliul Dirigent, repartizându-i resortul finanțelor.
Perioada regimului dualist a însemnat transformarea Orăștiei într-un centru al mișcării naționale românești. Aici s-au pus bazele băncii "Ardeleana", a numeroase asociații culturale și economice și unui număr important de ziare românești care au jucat, la rândul lor, un rol deosebit în mișcarea de emancipare națională, culturală, spirituală și economică a românilor.
În anul 1919 autoritățile române au naționalizat Liceul Reformat „Kocsárd Kun”, pe care l-au transformat în Liceul de Stat „Aurel Vlaicu”. Instaurarea comunismului în România va însemna și pentru Orăștie lichidarea tuturor organizațiilor culturale și economice, trecerea la producția planificată și cooperativizarea agriculturii. Se vor dezvolta întreprinderi precum "Chimica", "Vidra" și "Întreprinderea Mecanică Orăștie", care vor atrage forța de muncă din împrejurimi, dând noi dimensiuni demografice orașului.
În timpul regimului comunist Mănăstirea franciscană din Orăștie a devenit loc de domiciliu forțat pentru unii clerici romano-catolici care n-au fost încarcerați în penitenciare. Între cei care au locuit cu domiciliu forțat la Orăștie s-a numărat Alexandru Cisar, arhiepiscop romano-catolic de București.
Datorită tradițiilor sale istorice, importanței culturale și gradului de dezvoltare economică și urbană, în anul 1995, Orăștia a fost ridicată la gradul de municipiu.

## Demografie
Componența etnică a municipiului Orăștie
     Români (80,83%)
     Romi (5,19%)
     Maghiari (1,23%)
     Alte etnii (0,37%)
     Necunoscută (12,37%)
Componența confesională a municipiului Orăștie
     Ortodocși (76,93%)
     Penticostali (4,33%)
     Romano-catolici (1,19%)
     Greco-catolici (1,15%)
     Alte religii (3,16%)
     Necunoscută (13,25%)
Conform recensământului efectuat în 2021, populația municipiului Orăștie se ridică la 16.825 de locuitori, în scădere față de recensământul anterior din 2011, când fuseseră înregistrați 18.227 de locuitori. Majoritatea locuitorilor sunt români (80,83%), cu minorități de romi (5,19%) și maghiari (1,23%), iar pentru 12,37% nu se cunoaște apartenența etnică. Din punct de vedere confesional, majoritatea locuitorilor sunt ortodocși (76,93%), cu minorități de penticostali (4,33%), romano-catolici (1,19%) și greco-catolici (1,15%), iar pentru 13,25% nu se cunoaște apartenența confesională.
|  | Graficele sunt indisponibile din cauza unor probleme tehnice. Mai multe informații se găsesc la Phabricator și la wiki-ul MediaWiki. |

Date: Recensăminte sau birourile de statistică - grafică realizată de Wikipedia

## Administrație și politică
Municipiul Orăștie este administrat de un primar și un consiliu local compus din 19 consilieri. Primarul, Ovidiu-Laurențiu Bălan[*], de la Partidul Social Democrat, este în funcție din 2012. Începând cu alegerile locale din 2024, consiliul local are următoarea componență pe partide politice:
|  | Partid                          | Consilieri | Componența Consiliului | Componența Consiliului | Componența Consiliului | Componența Consiliului | Componența Consiliului | Componența Consiliului | Componența Consiliului | Componența Consiliului | Componența Consiliului | Componența Consiliului | Componența Consiliului |
|  | ------------------------------- | ---------- | ---------------------- | ---------------------- | ---------------------- | ---------------------- | ---------------------- | ---------------------- | ---------------------- | ---------------------- | ---------------------- | ---------------------- | ---------------------- |
|  | Partidul Social Democrat        | 11         |                        |                        |                        |                        |                        |                        |                        |                        |                        |                        |                        |
|  | Alianța pentru Unirea Românilor | 3          |                        |                        |                        |                        |                        |                        |                        |                        |                        |                        |                        |
|  | Partidul Național Liberal       | 2          |                        |                        |                        |                        |                        |                        |                        |                        |                        |                        |                        |
|  | Uniunea Salvați România         | 2          |                        |                        |                        |                        |                        |                        |                        |                        |                        |                        |                        |
|  | Molocea Mihai-Iulian            | 1          |                        |                        |                        |                        |                        |                        |                        |                        |                        |                        |                        |

### Primarii Orăștiei după 1989
- 1990: Ioan Mircea Homorodean, de profesie inginer constructor (numit de către FSN)
- 1990-1992: Iosif Veniamin Blaga (PD)
- 1992-1996: Ioan Mircea Homorodean (Miscarea Ecologistă Română)
- 1996–2009: Iosif Veniamin Blaga (PD)/(PD-L)
- 2009–2012: Alexandru Munteanu (PD-L)[10]
- 2012–prezent: Ovidiu Laurențiu Bălan (PSD).

## Personalități
- Kocsárd Kún (1803-1895), pedagog și om de cultură maghiar, director al Liceului Reformat din Orăștie;
- Albert Amlacher (1847-1939), scriitor de limbă germană, teolog protestant (luteran);
- Carl Henning (1860-1917), medic, directorul unei clinici din Viena;
- Cornel Cărpinișan (1904-1970), chirurg, membru titular al Academiei de Științe Medicale, fost primar al municipiului Oradea;
- Ovidiu Homorodean (n. 1977), interpret de muzică populară;
- Ion I. Moța (1902-1937), politician și avocat român, membru fondator al Legiunii Arhanghelul Mihail, cunoscută și sub denumirea de Garda de Fier sau Mișcarea Legionară;
- Mihai Iacob (1933-2009), regizor
- Nicolae Adam[11] (1938-2008), sculptor;
- Eugenia Branga (1894-1982), deputat în Marea Adunare Națională de la Alba Iulia 1918;
- Petru Corpade (1870-1934), deputat în Marea Adunare Națională de la Alba Iulia 1918;
- Ioan Herța (1869-1949), deputat în Marea Adunare Națională de la Alba Iulia 1918;
- Ioan Lăzăroi (1860-1929), deputat în Marea Adunare Națională de la Alba Iulia 1918;
- George Silion (1880-1965),  deputat în Marea Adunare Națională de la Alba Iulia 1918;
- Adam Oltean (1882-1947), deputat în Marea Adunare Națională de la Alba Iulia 1918;
- Romulus Boca (1880-1957), avocat, primar Orastie 1919,deputat in Parlamentul Romaniei Mari-1919
- Ioan Rob (1882-1968), deputat în Marea Adunare Națională de la Alba Iulia 1918;
- Alexandru Vlad (1877-1941), delegat în Marea Adunare Națională de la Alba Iulia 1918.

## Imagini

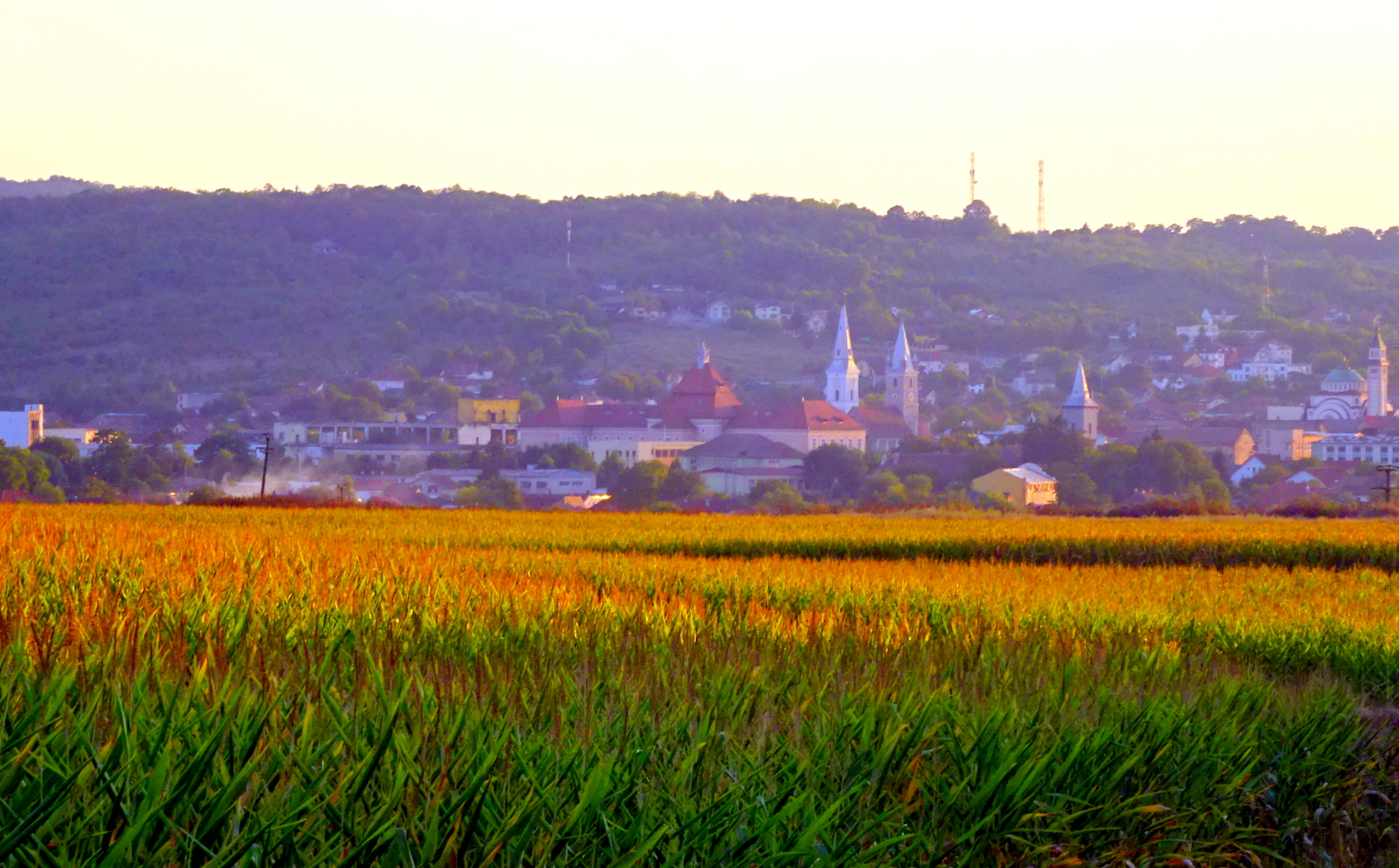
Panoramă a municipiului Orăștie dinspre Romos
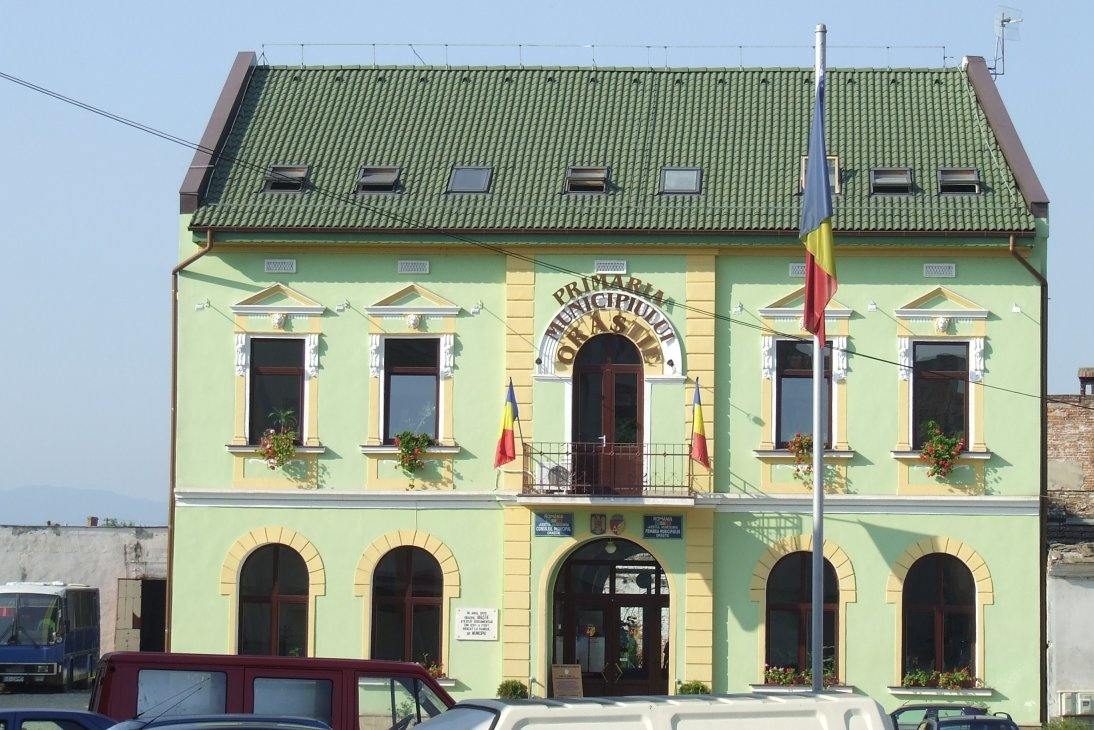
Primăria municipiului Orăștie
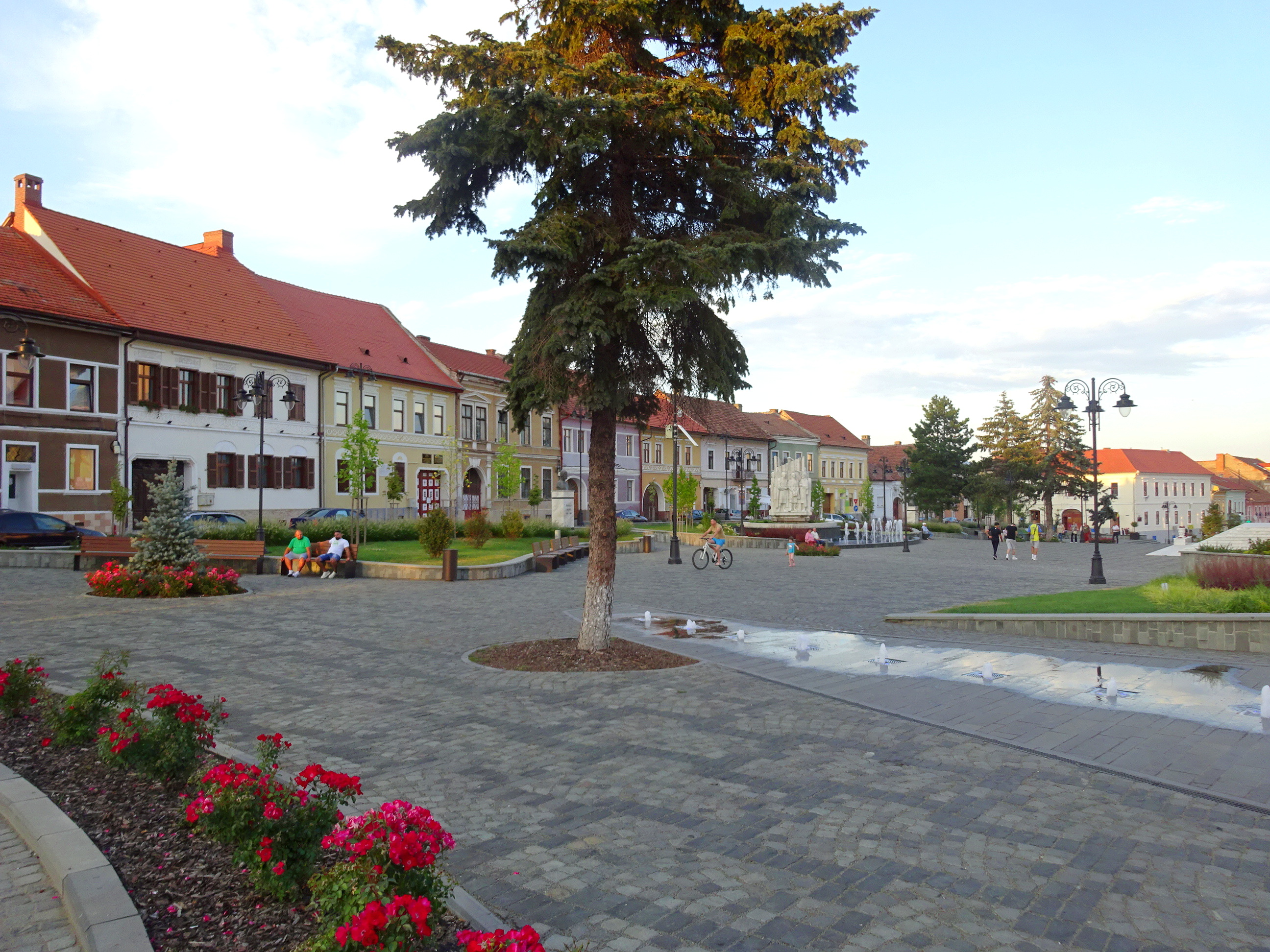
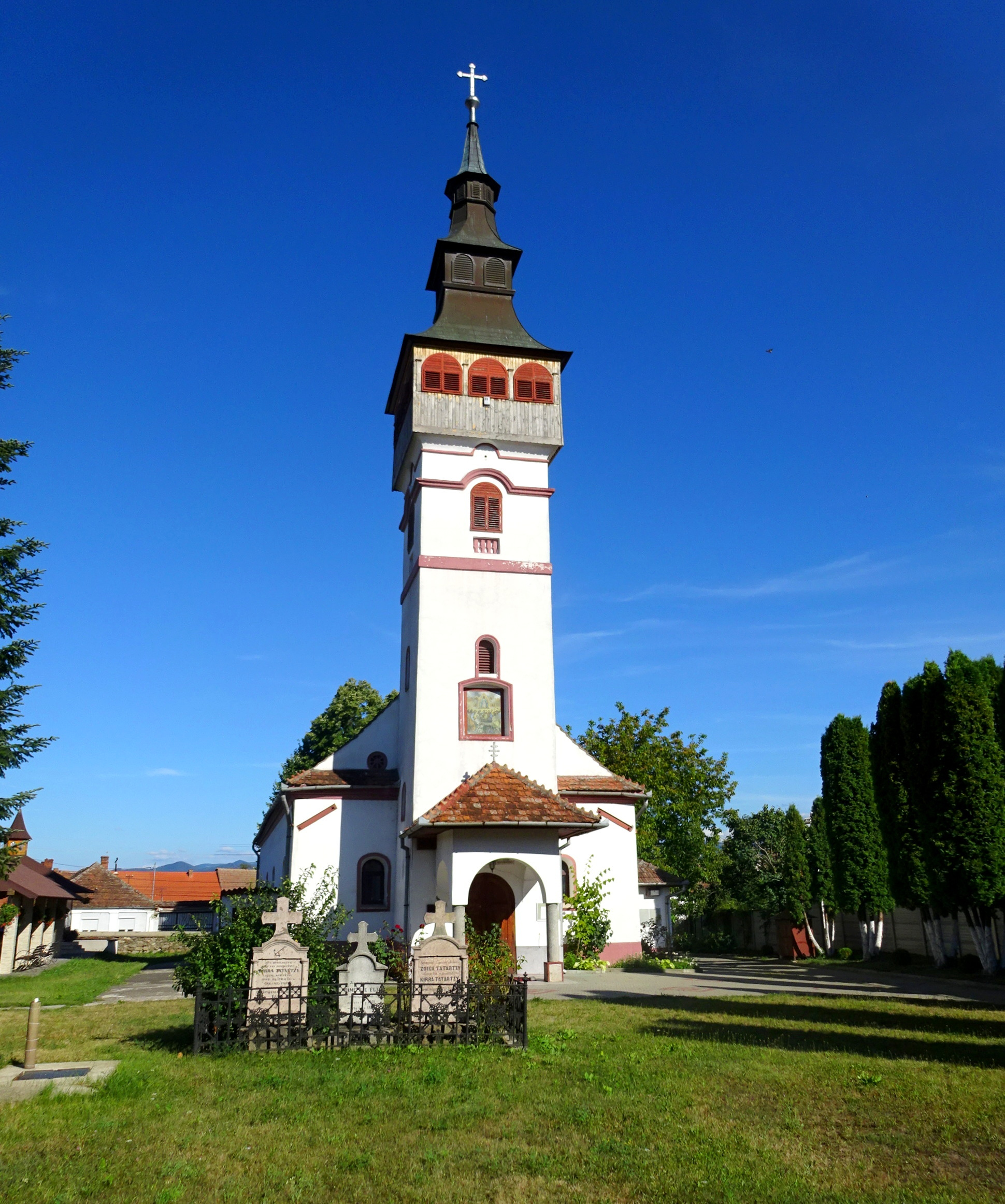
Biserica Adormirea Maicii Domnului din Orăștie (monument istoric)
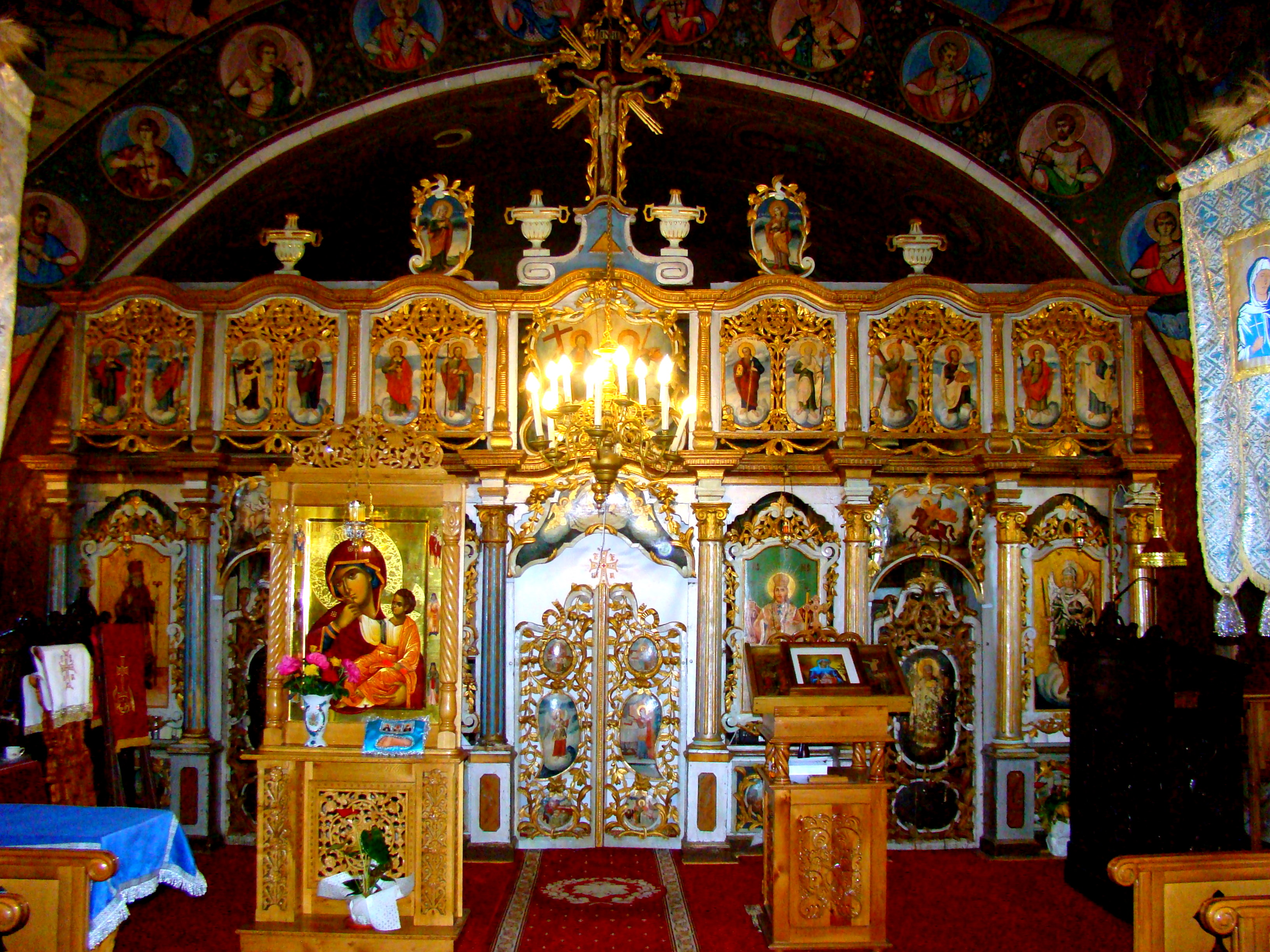
Biserica Adormirea Maicii Domnului din Orăștie (monument istoric)
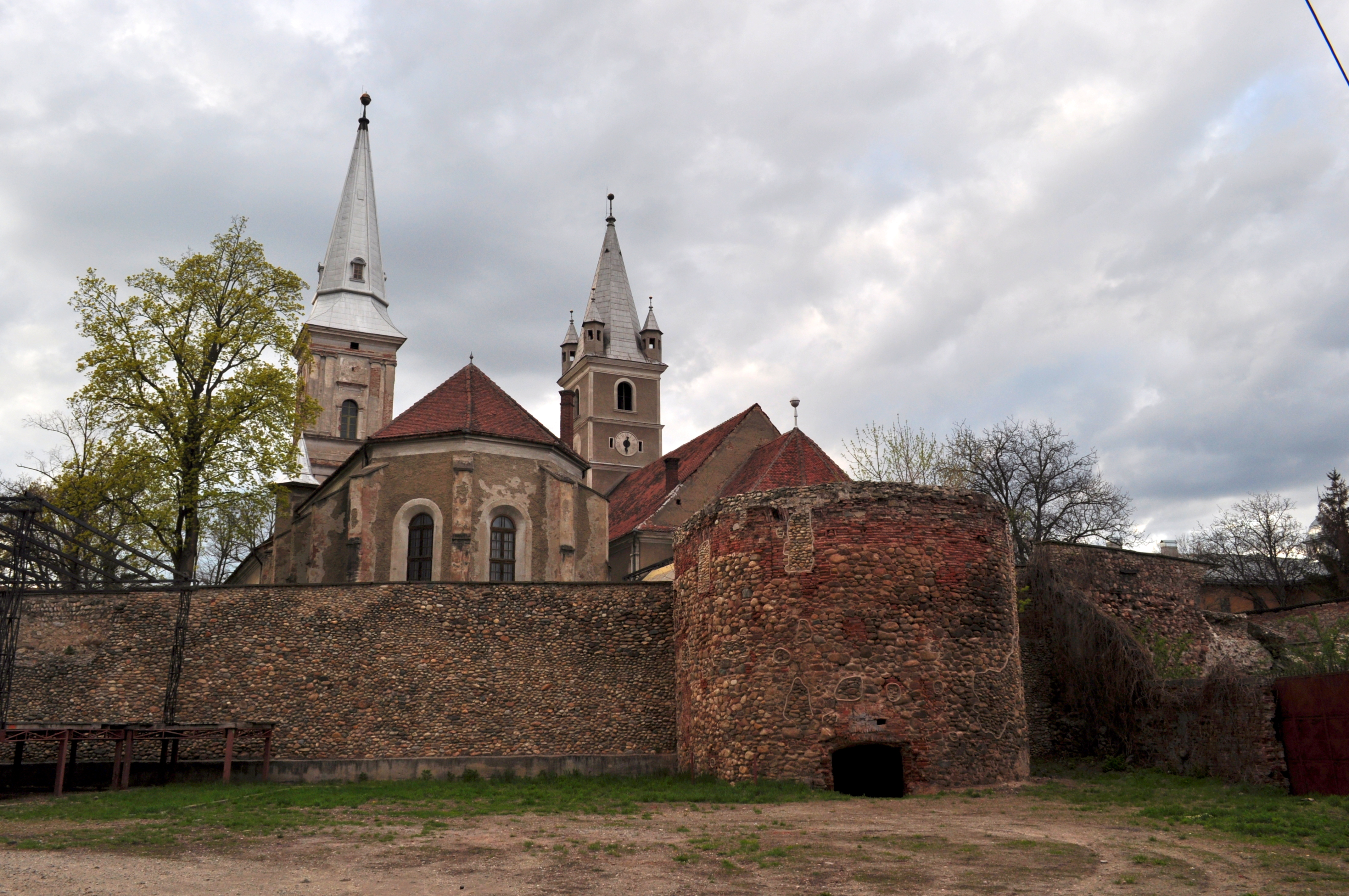
Cetatea Orăștie. În incinta cetății se situează ansamblul constituit din Biserica Reformată și Biserica Evanghelică
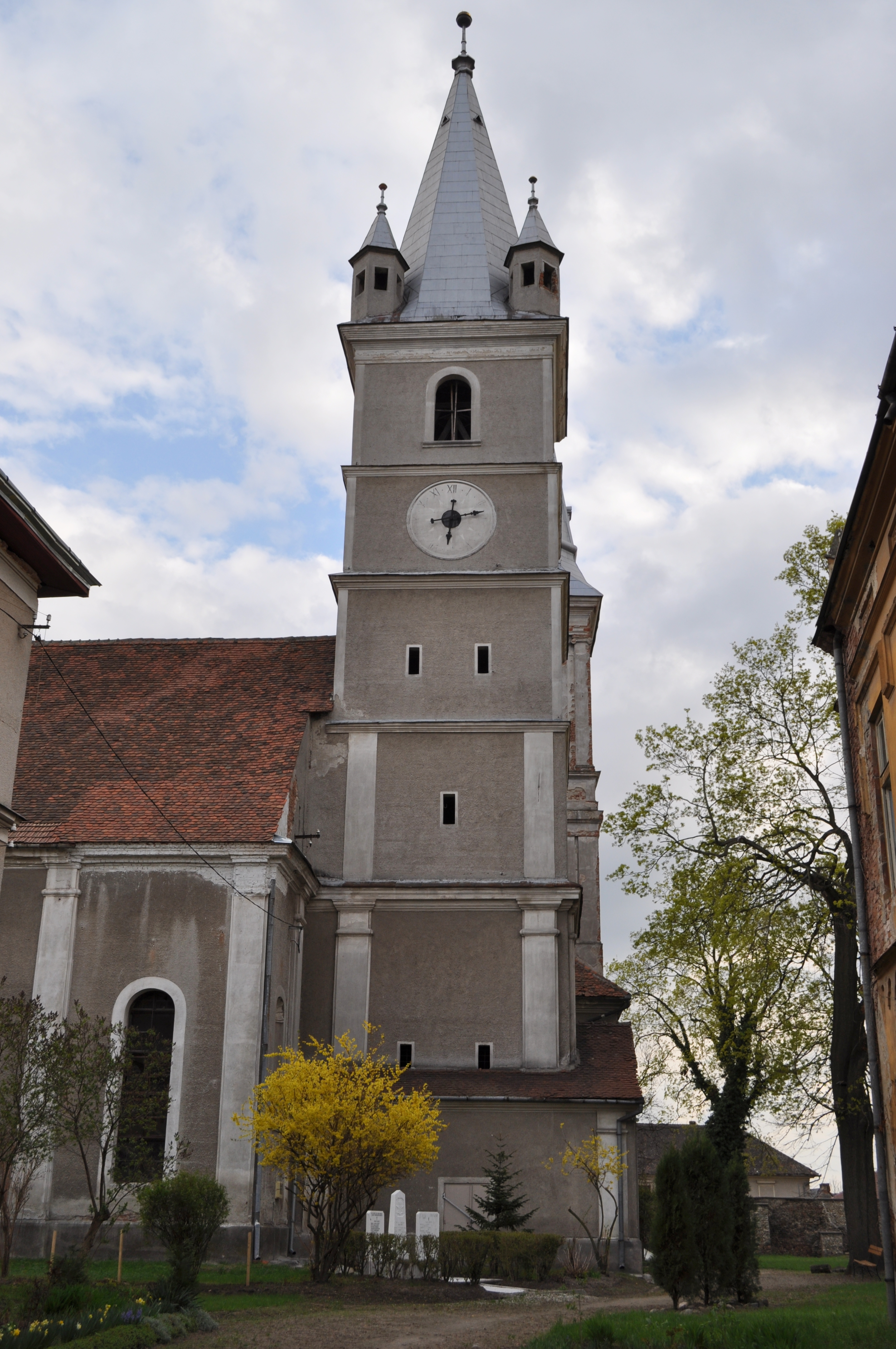
Biserica luterană din cetate
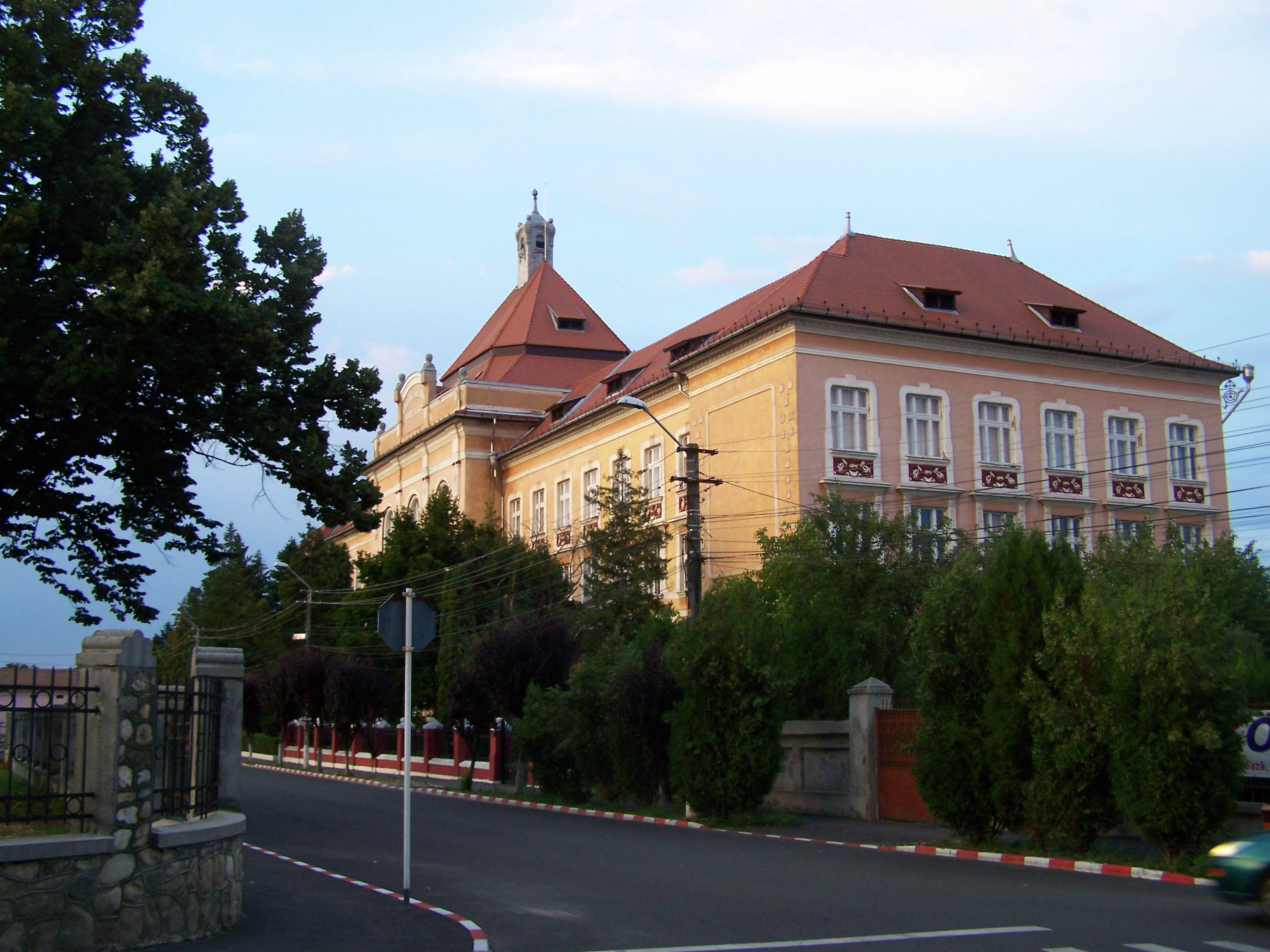
Liceul „Aurel Vlaicu”
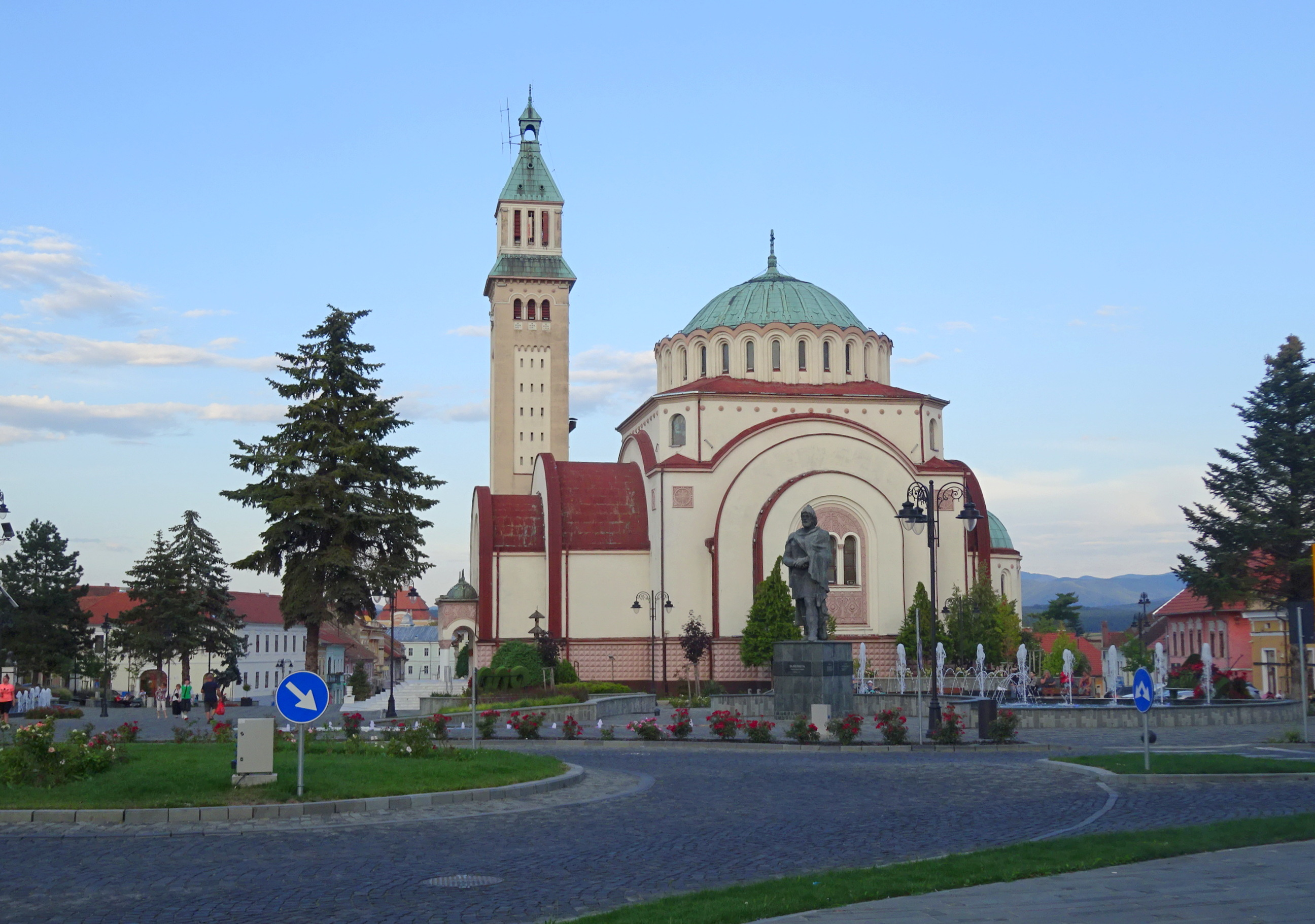
Catedrala ortodoxă
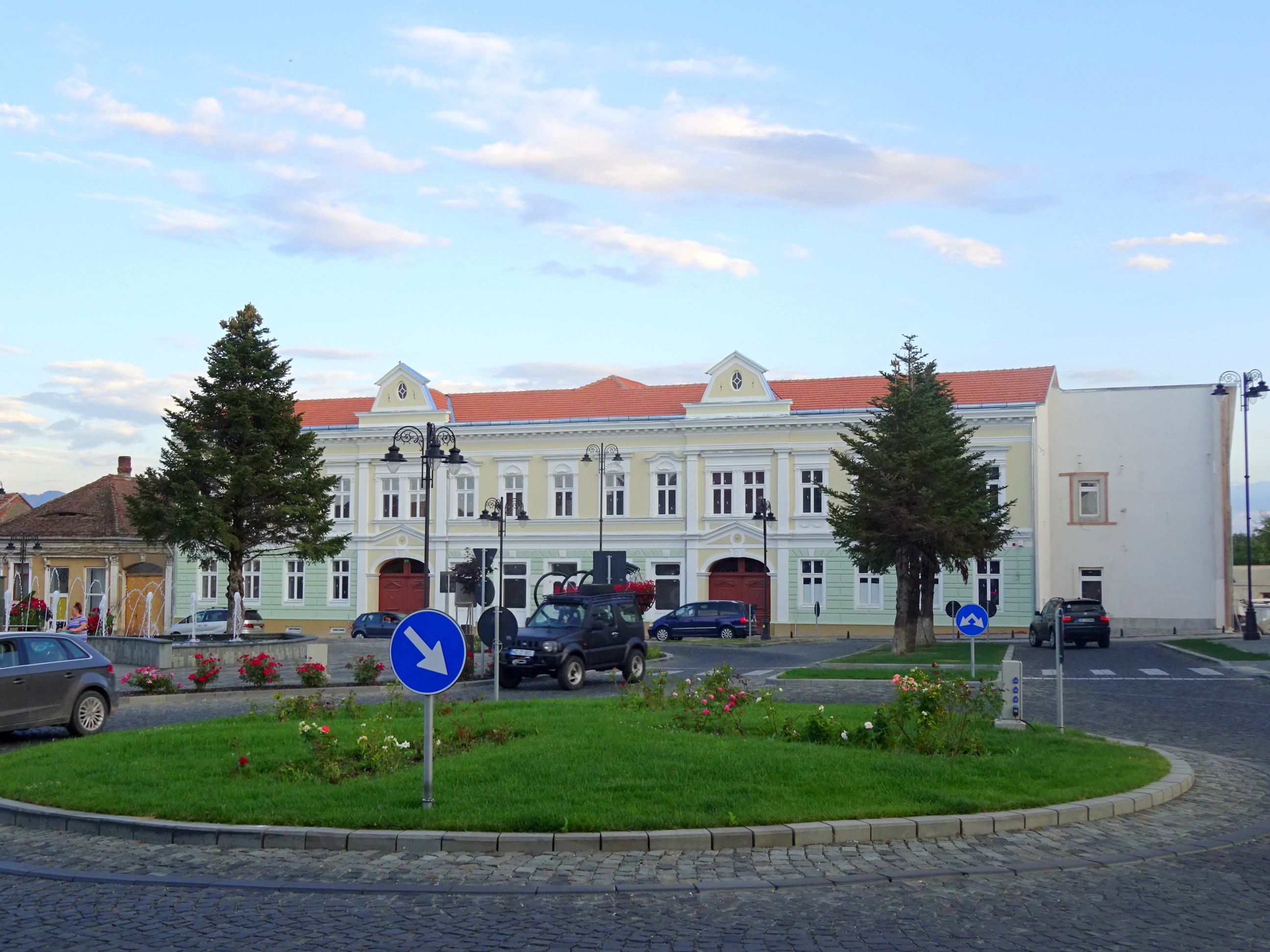
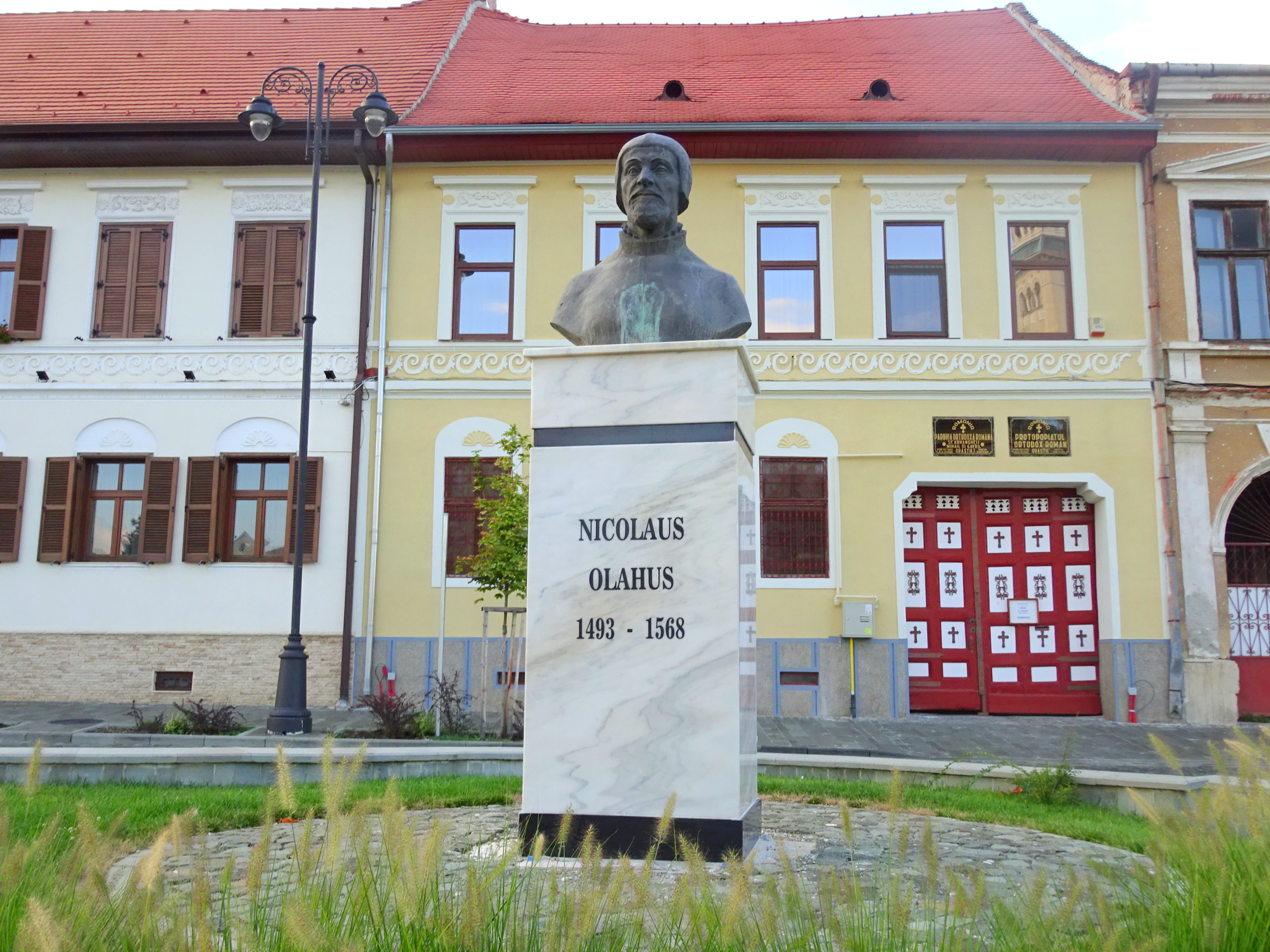
Bustul lui Nicolaus Olahus
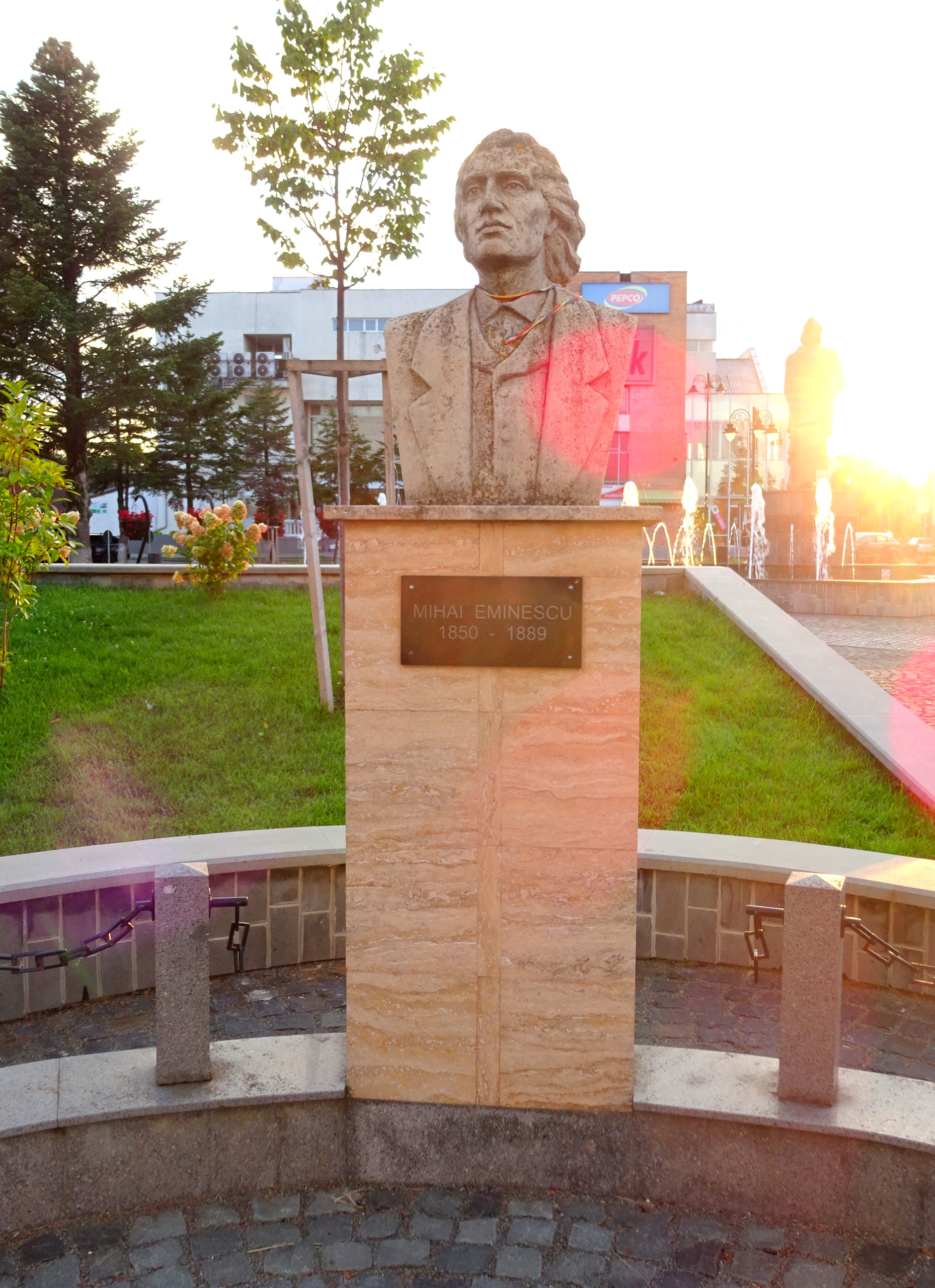
Bustul lui Mihai Eminescu
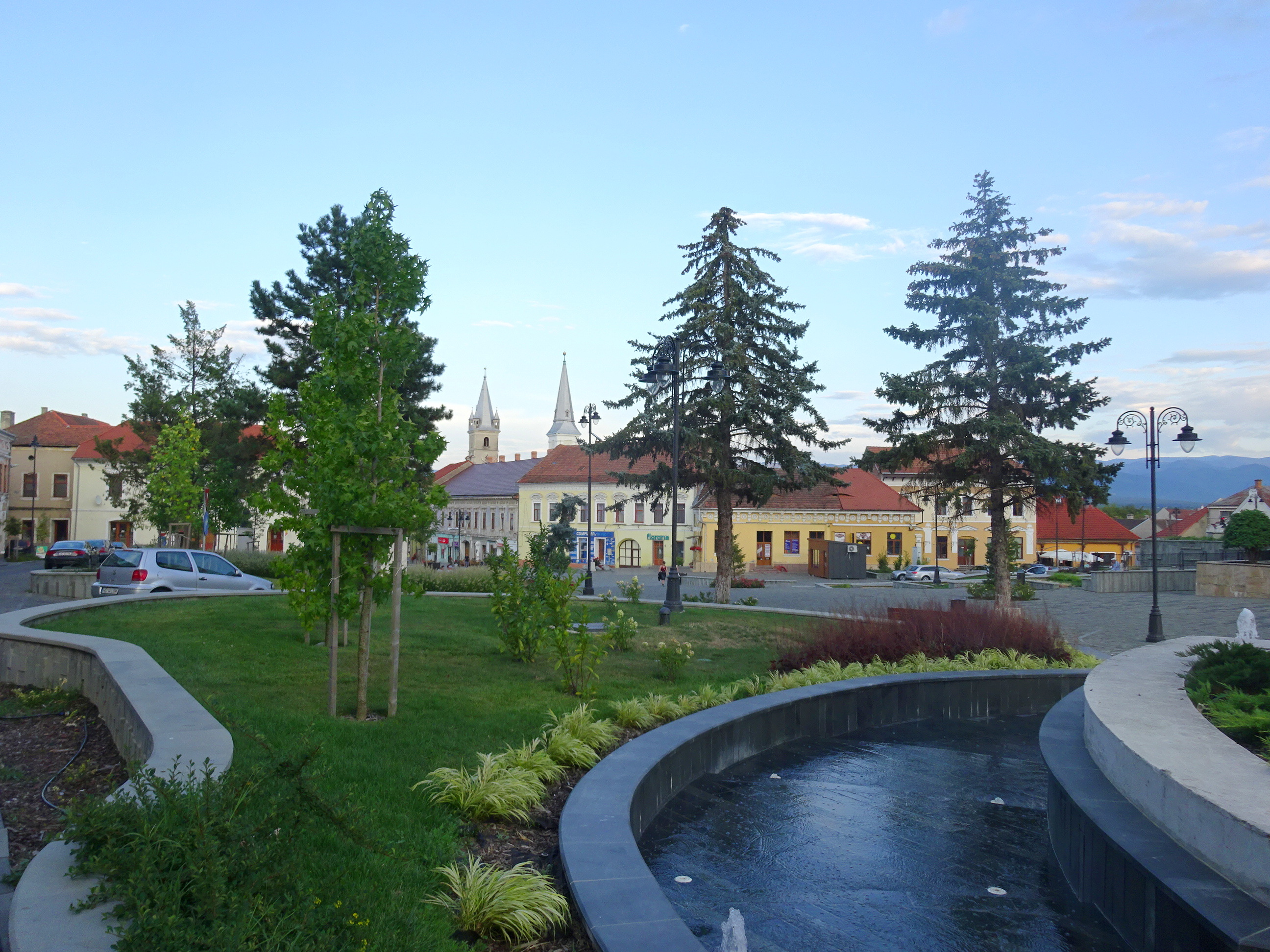
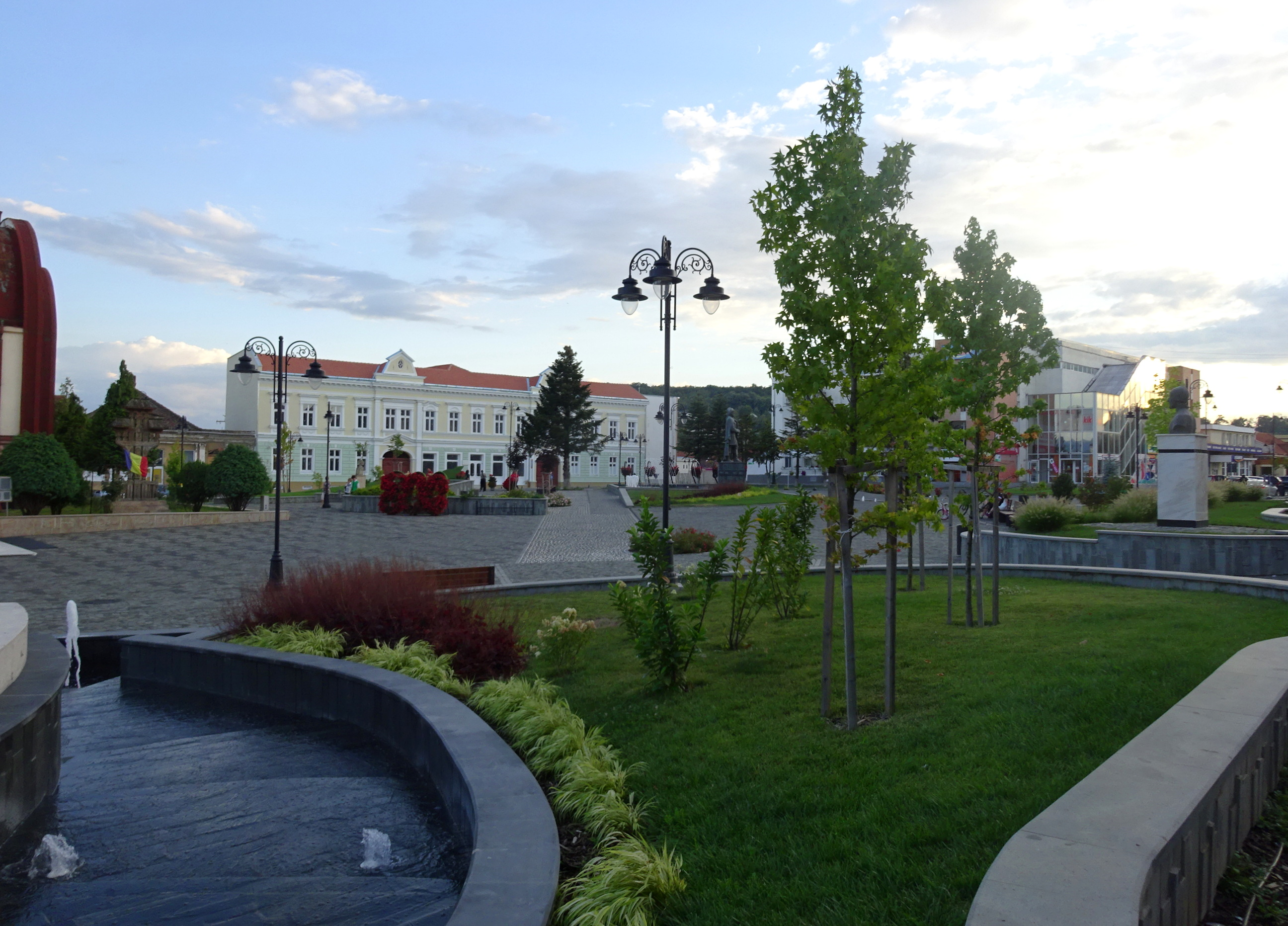
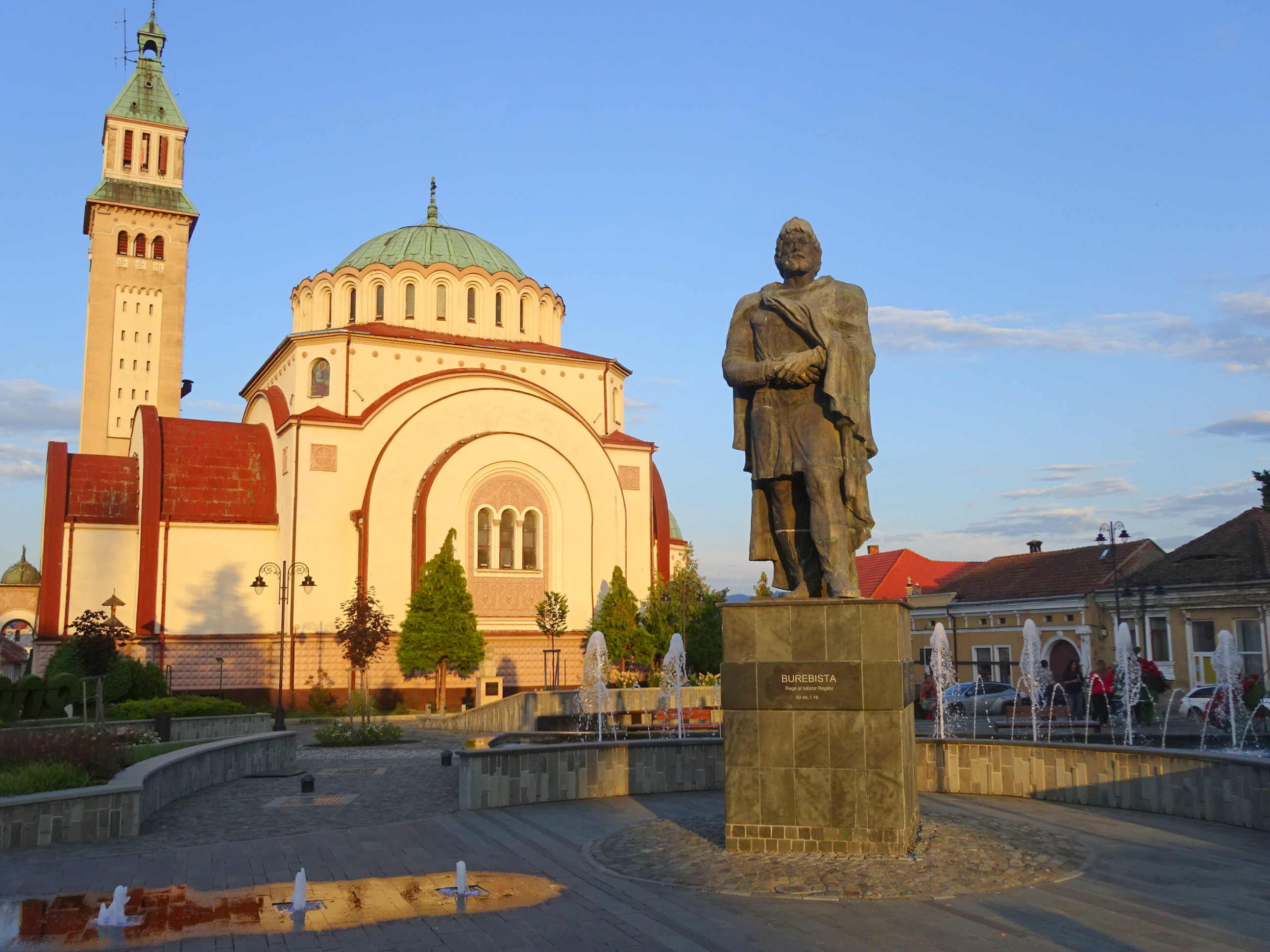
Statuia lui Burebista
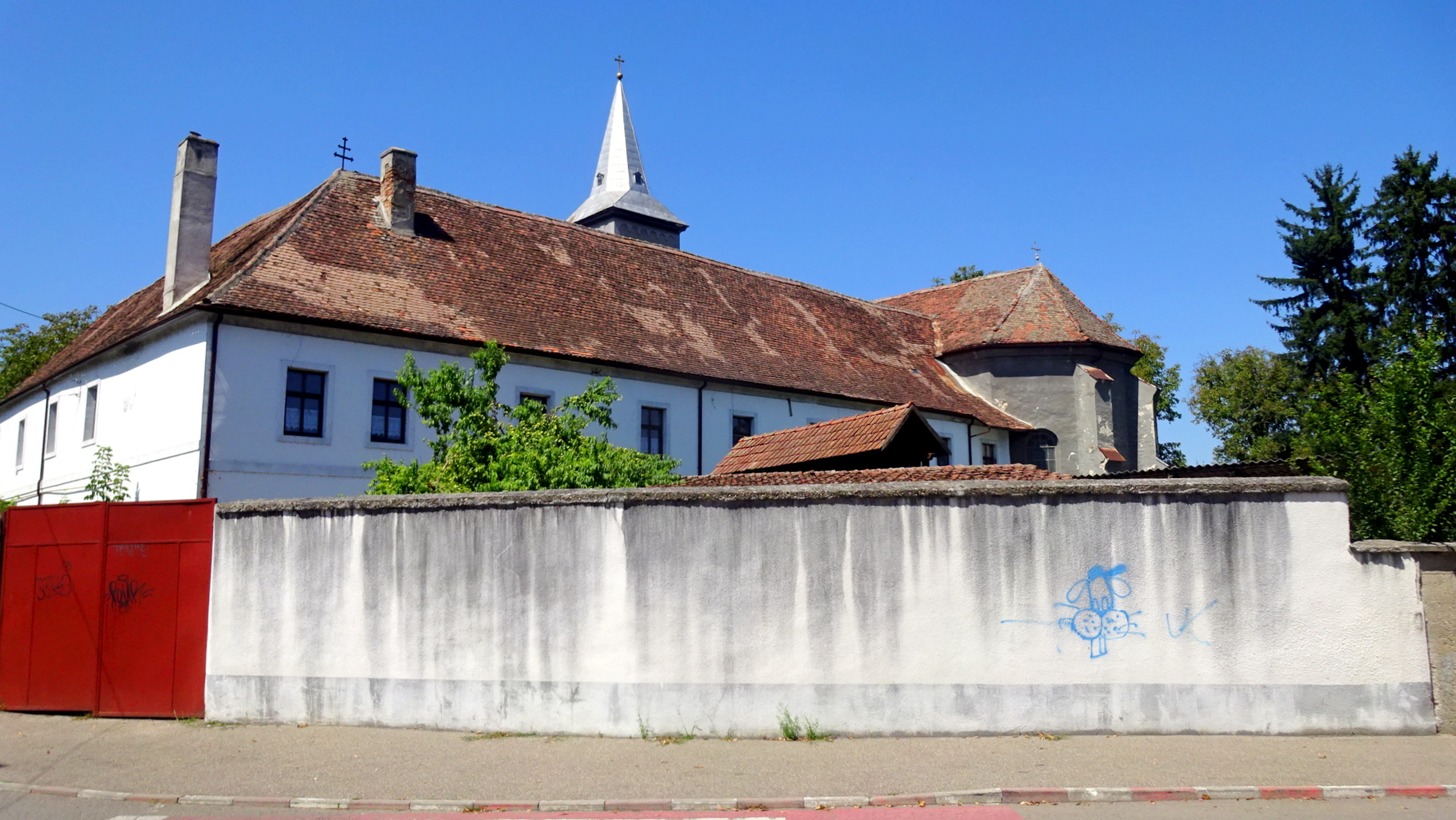
Mănăstirea franciscană
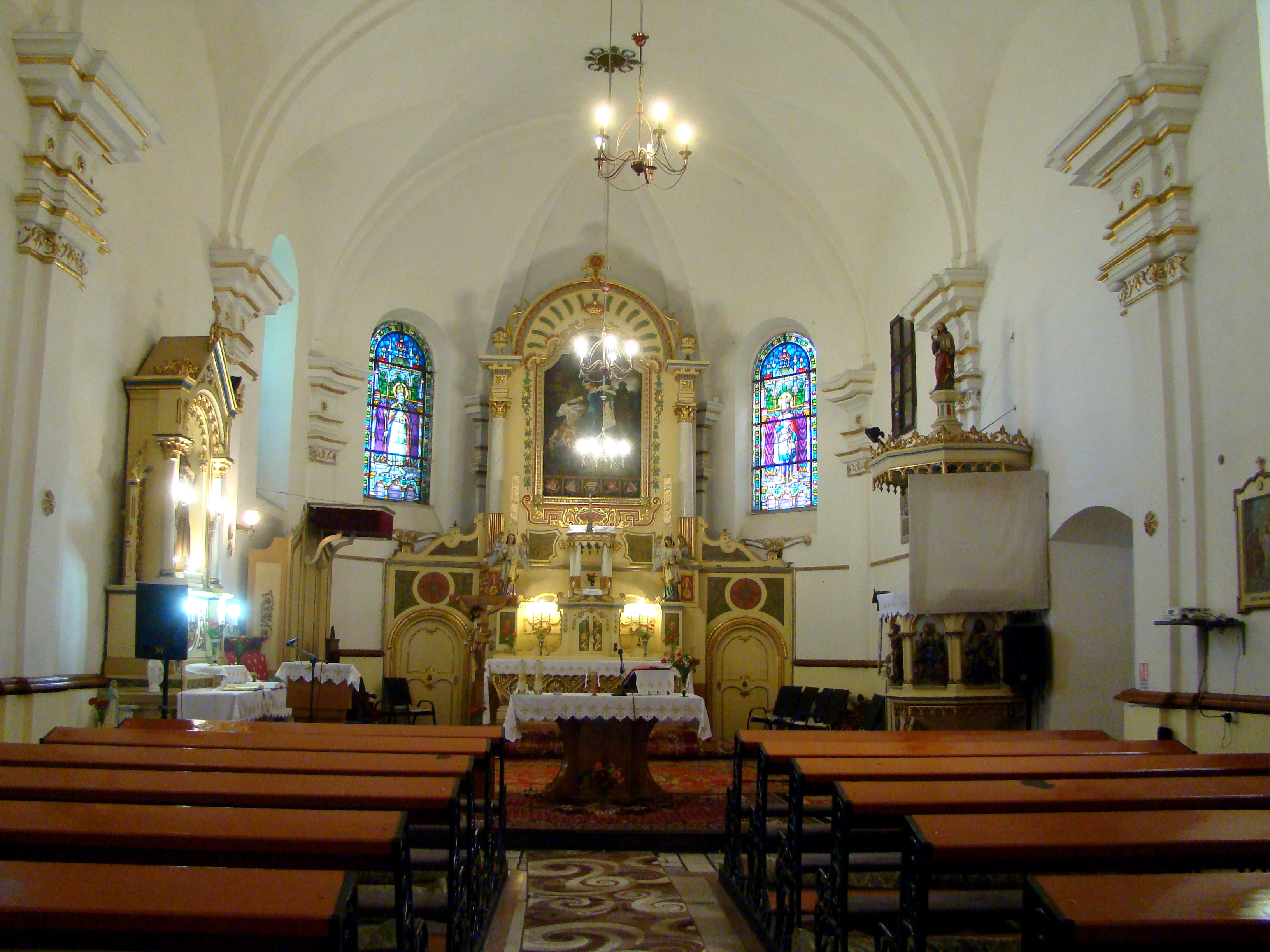
Mănăstirea franciscană
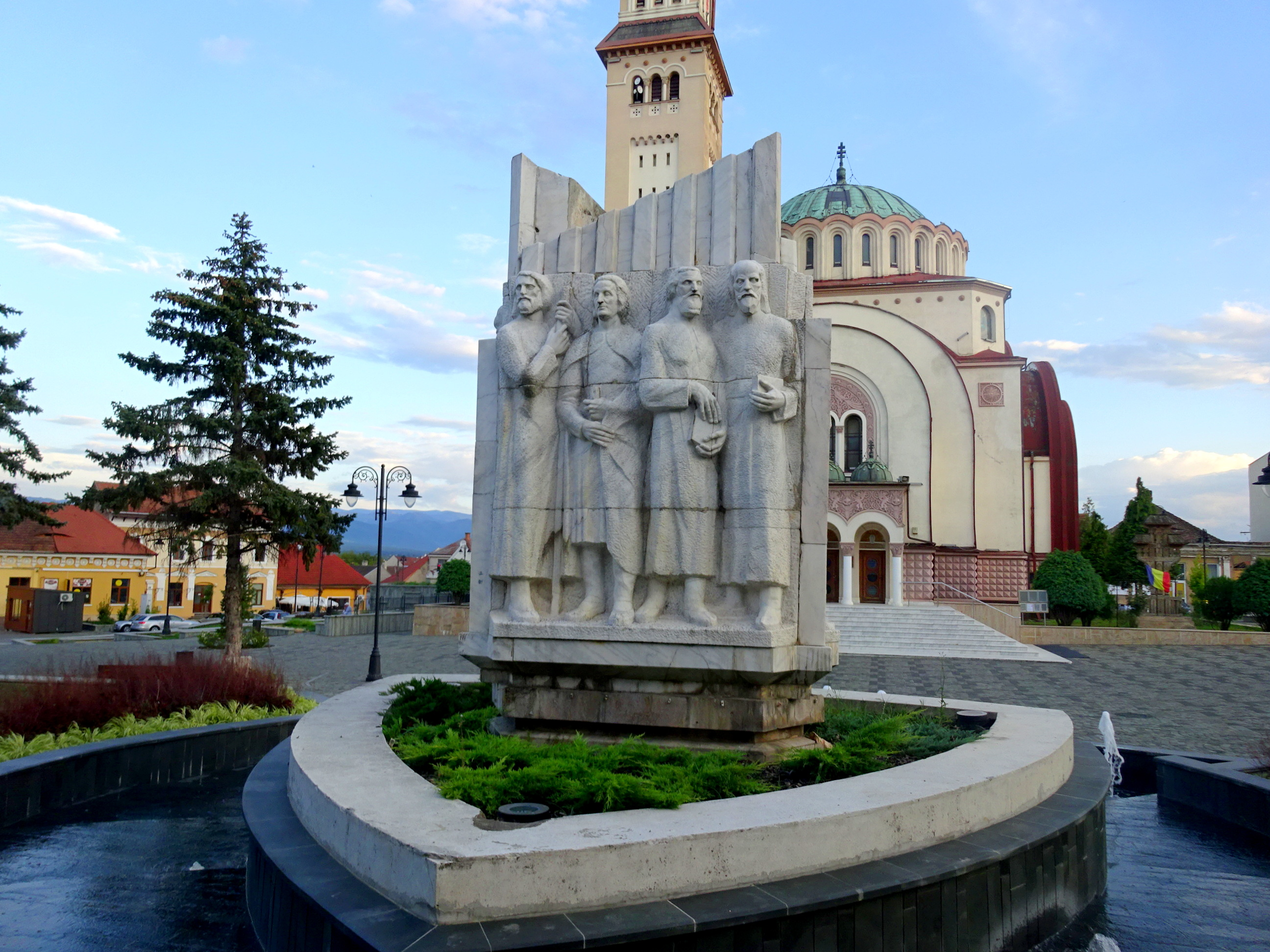
Monumentul Palia din Orăștie
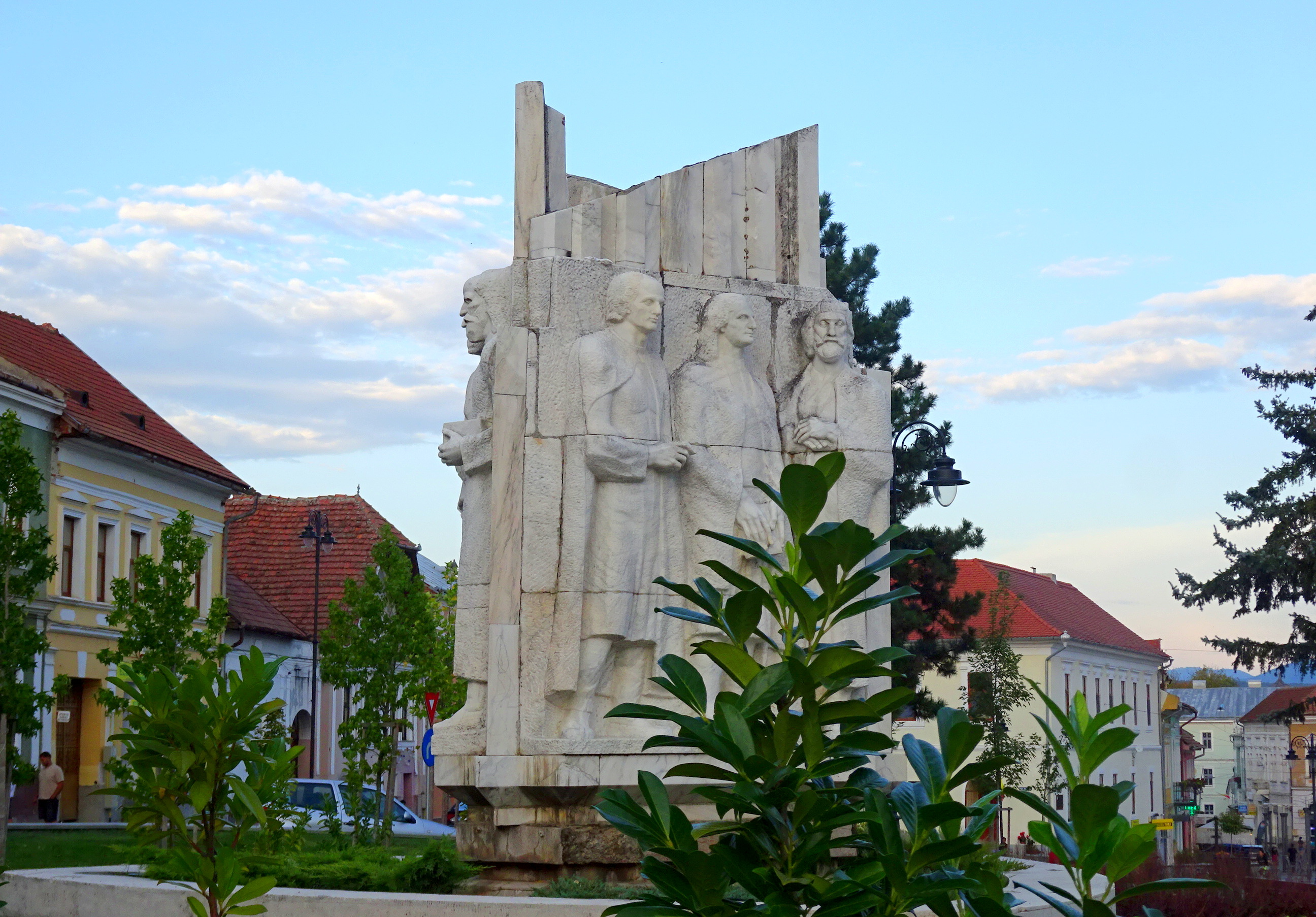
Monumentul Palia din Orăștie
Monumentul dedicat lui Decebal de la intrarea în municipiul Orăștie
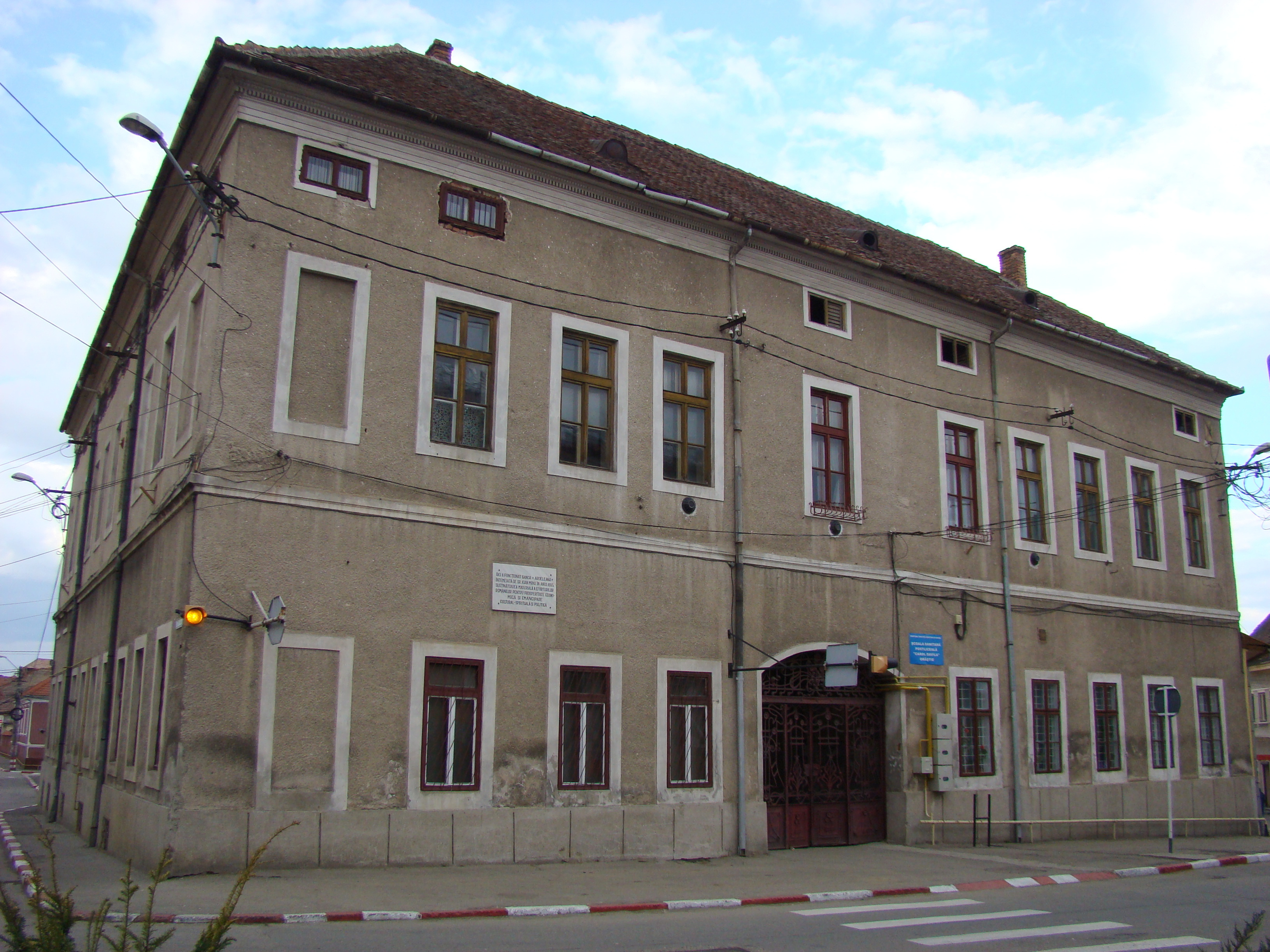
Sediul fostei Bănci Ardelene
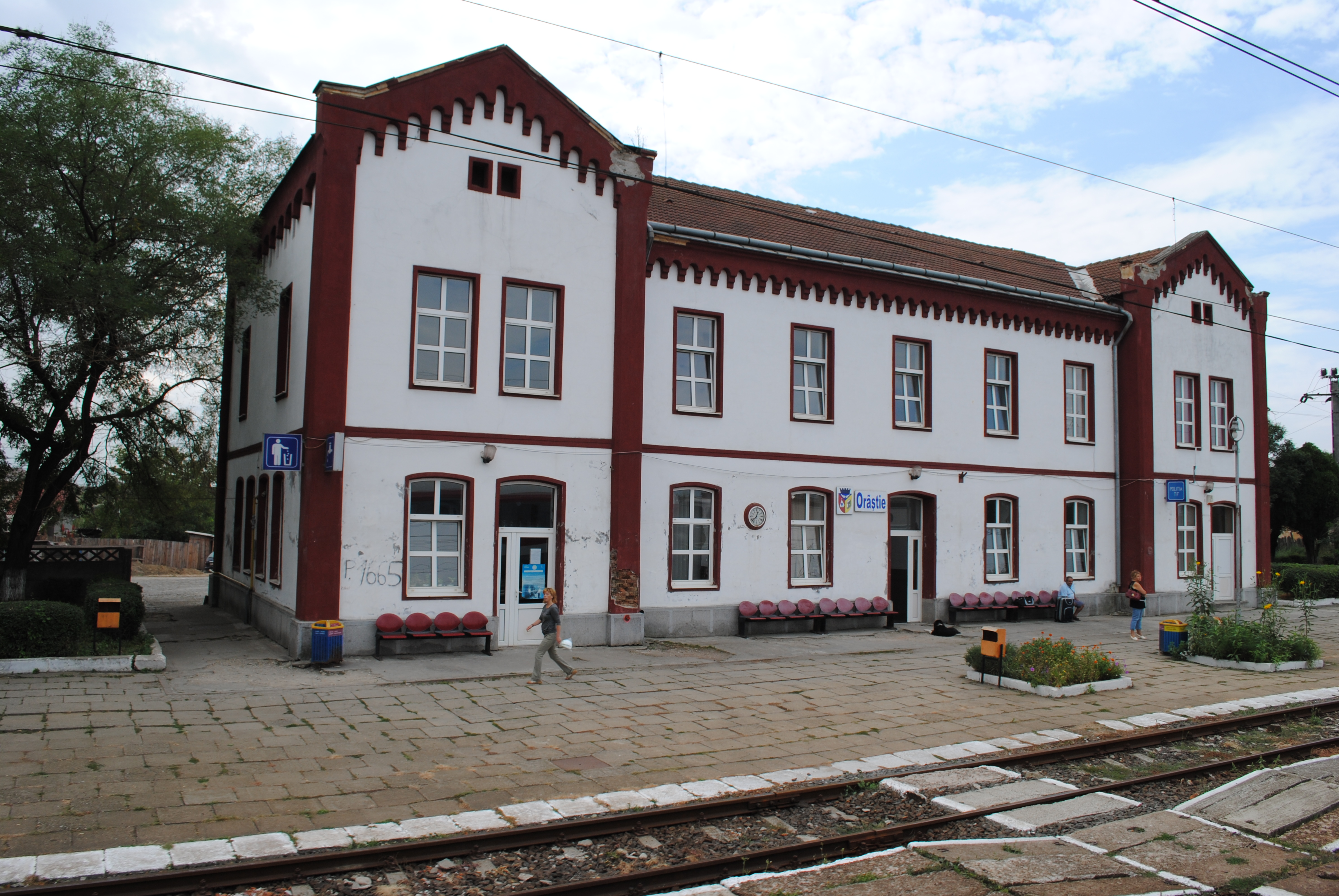
Gara Orăștie
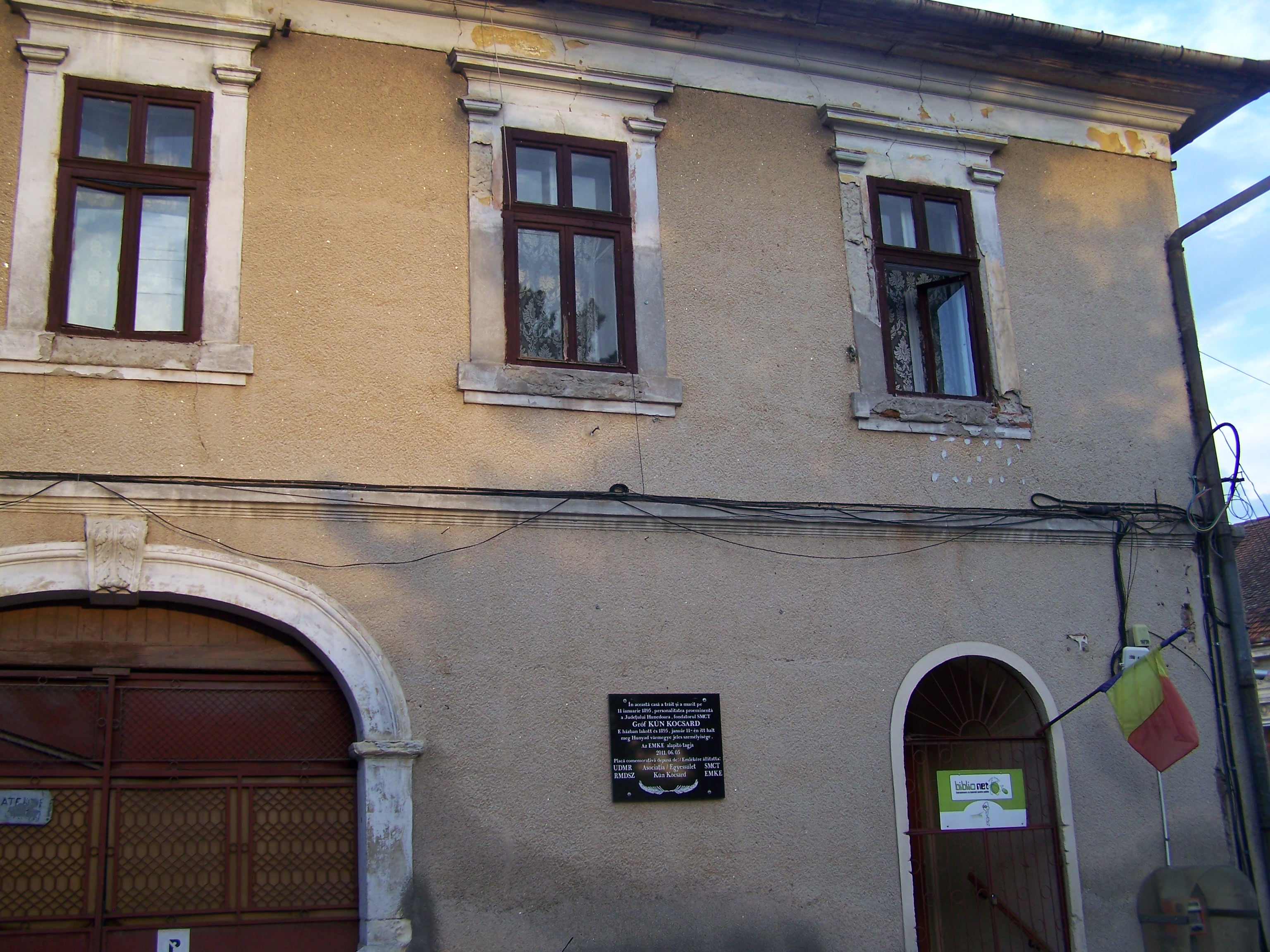
Casa natală a lui Kocsárd Kún
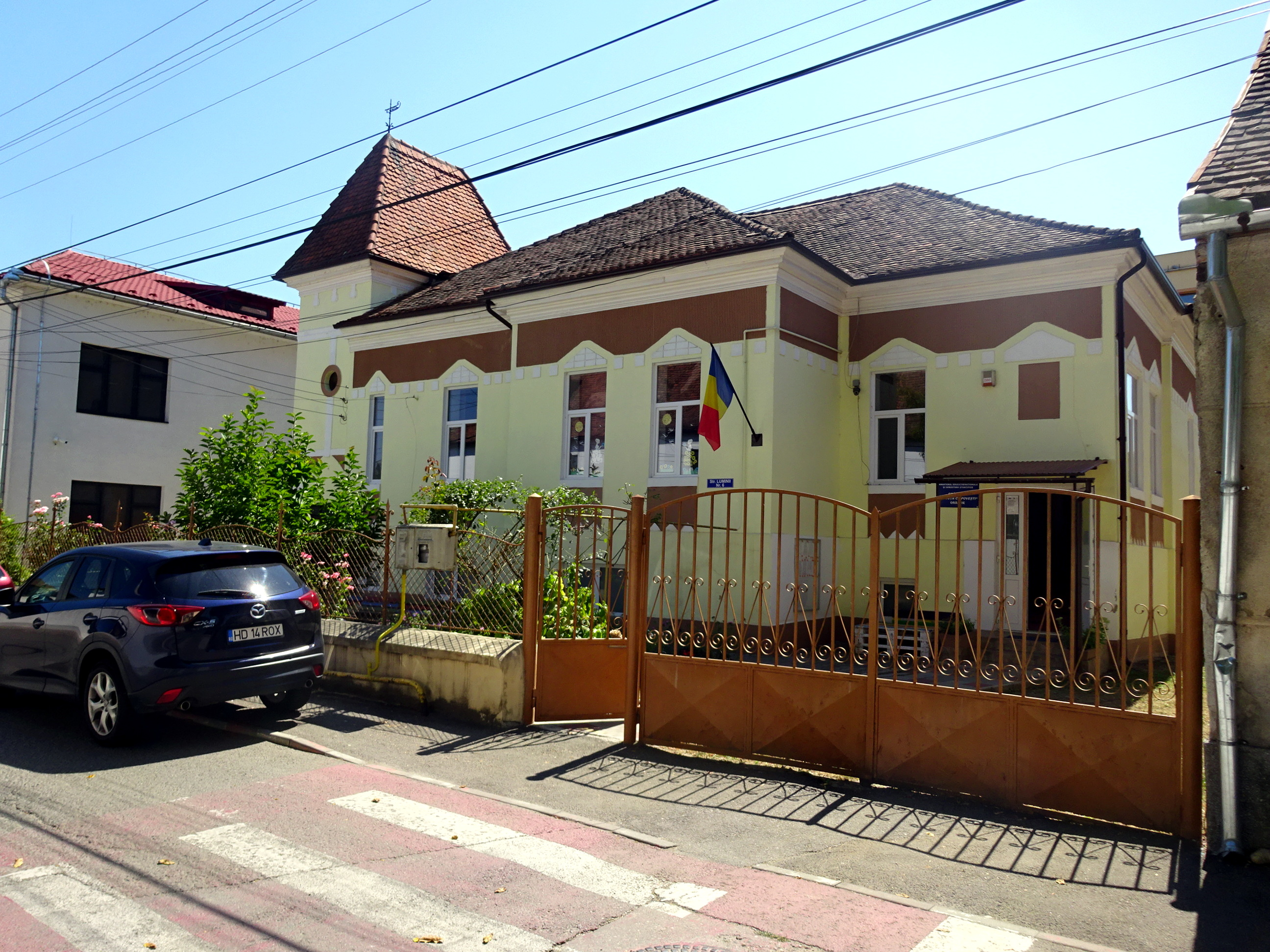
Ansamblul urban Strada Luminii (monument istoric)
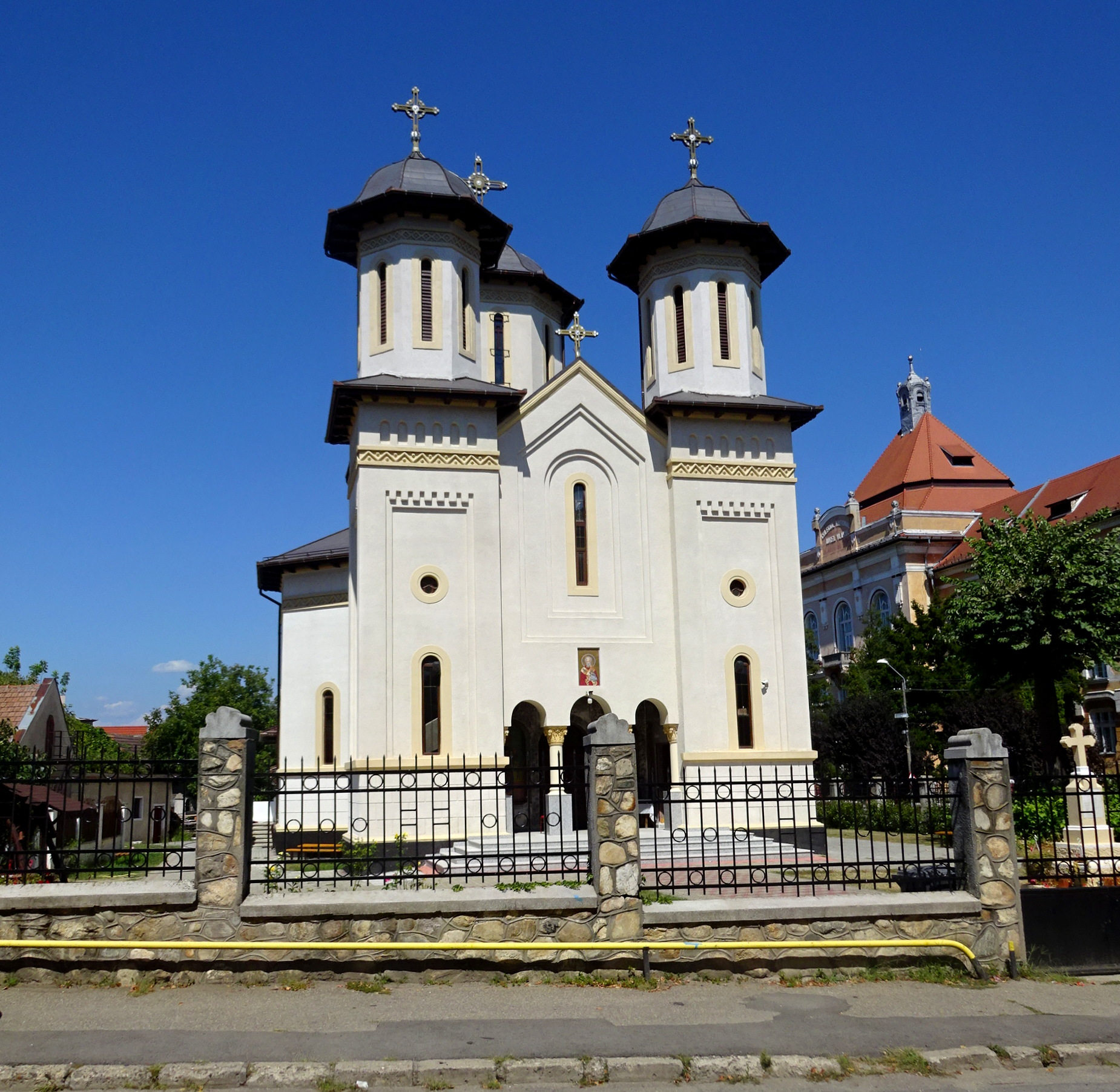
Biserica Sfântul Nicolae din Orăștie (monument istoric)
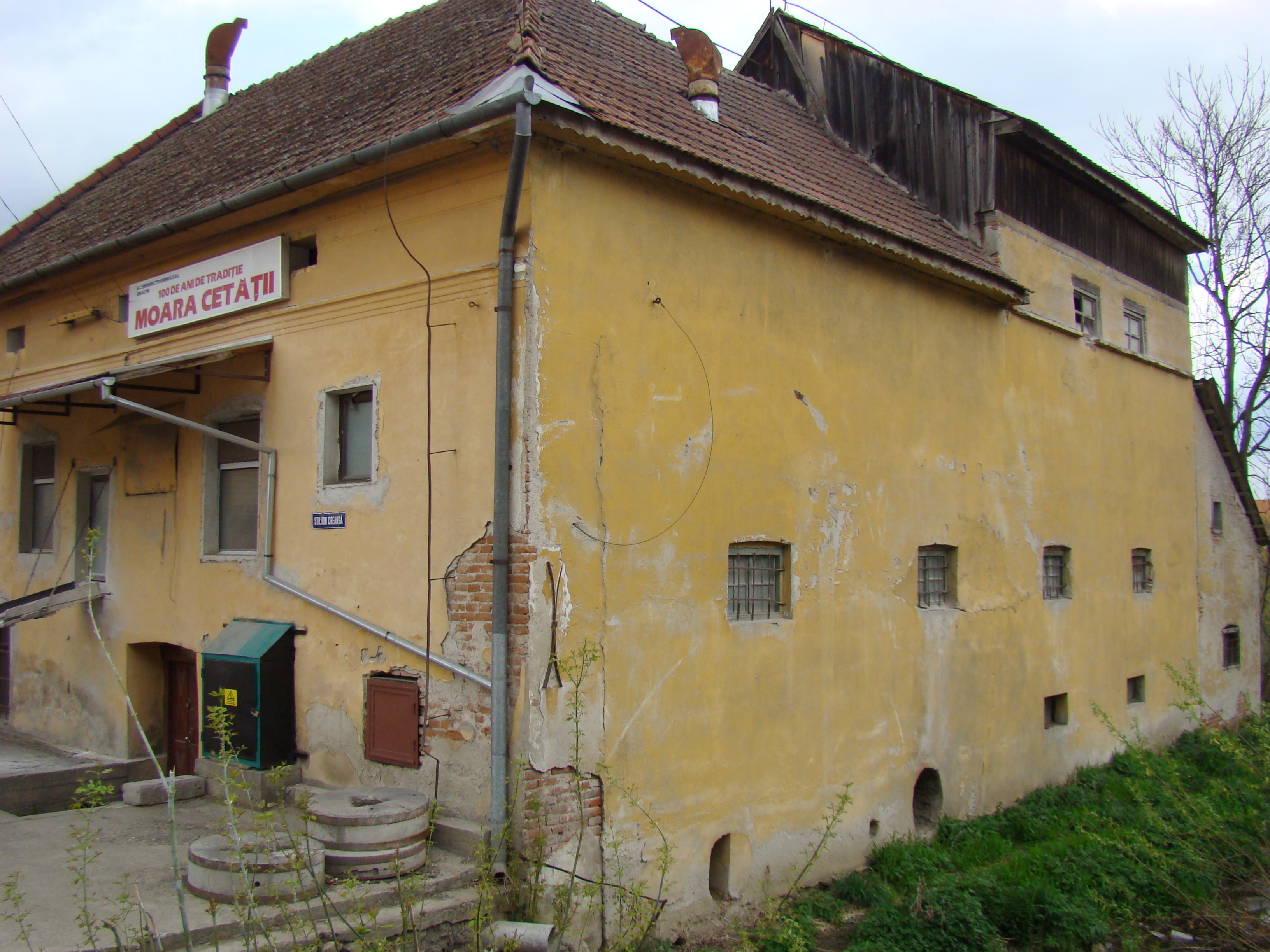
Ansamblul urban „Str. Ion Creangă" (detaliu: Moara cetății), monument istoric
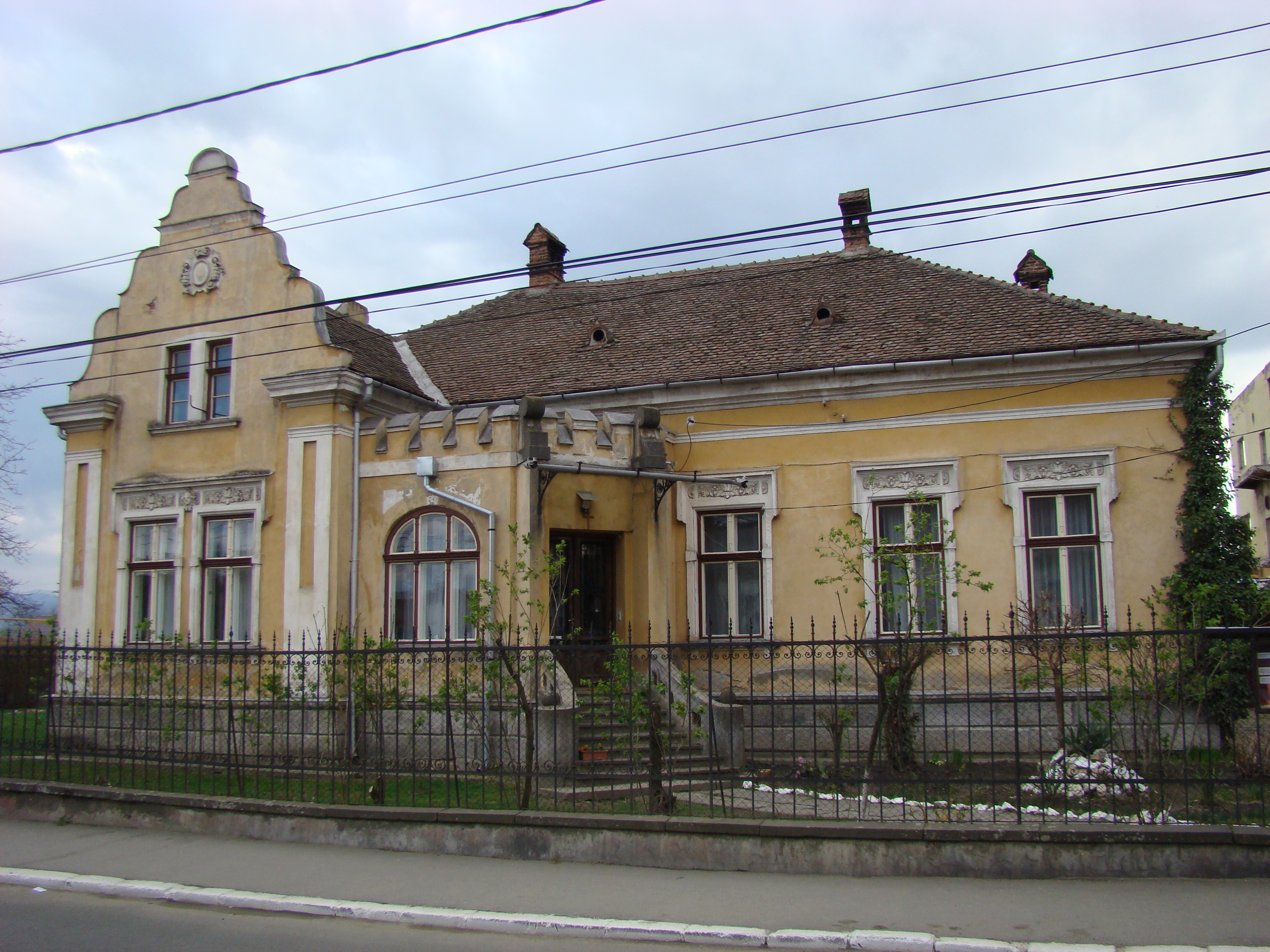
Ansamblul urban „Str. Gheorghe Lazăr" (detaliu, nr.4, casa parohială evanghelică), monument istoric
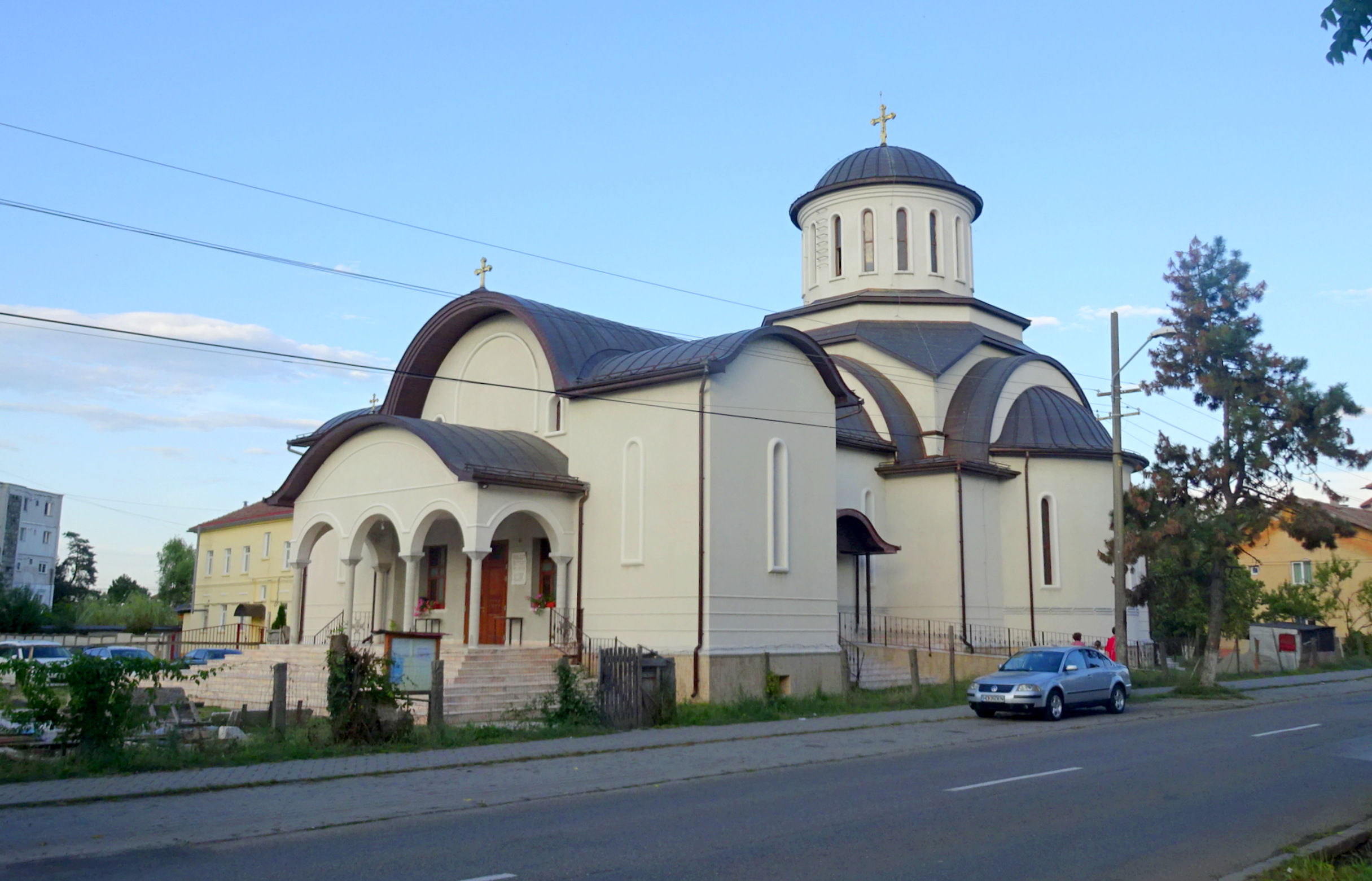
Biserica Sfântul Gheorghe (strada Pricazului)